# Katia und Maurice Krafft

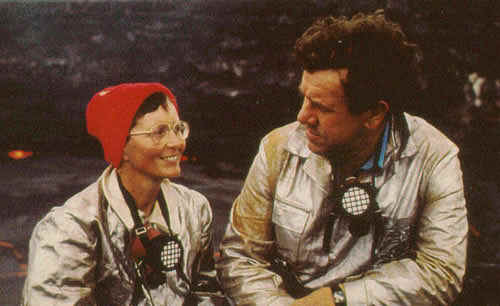
Katia und Maurice Krafft am Kīlauea, 1990

Unterschrift von Maurice Krafft

Catherine Marie Joséphine Krafft (geb. Conrad; * 17. April 1942 in Soultz-Haut-Rhin; † 3. Juni 1991 am Unzen) und Maurice Paul Krafft (* 25. März 1946 in Guebwiller; † 3. Juni 1991 am Unzen) waren französische Geowissenschaftler. Beide bereisten – seit 1970 als Ehepaar – während eines Vierteljahrhunderts mehr als 300 Vulkane weltweit und erlebten dabei mehr als 175 Eruptionen. Sie verstanden sich selbst dabei zuallererst als Vulkanologen, taten sich aber auch in erheblichem Maße als Naturfotografen und -filmer hervor.
Nach Abschluss ihrer jeweiligen Studien der Geologie beziehungsweise der Geochemie und Physik arbeiteten sie ausschließlich freiberuflich und gründeten 1968 das „Centre de Volcanologie Vulcain“ als eine Art schnelle Eingreiftruppe junger Wissenschaftler, die äußerst kurzfristig zu Eruptionen aufbrechen konnte. Zudem waren sie Mitglieder in den informellen Forschungsteams „Bénard-Bande“ und „Active Volcano Working Group“. Sie erlangten insbesondere durch ihren Anspruch internationale Bekanntheit, Vulkanausbrüche unerschrocken und mit hoher Risikobereitschaft aus nächstmöglicher Entfernung zu beobachten und zu dokumentieren. Mit zahlreichen Vorträgen, Fernsehauftritten, Ausstellungen und über 20 veröffentlichten Büchern betrieben Maurice und Katia Krafft eine intensive Öffentlichkeitsarbeit. Einerseits finanzierten sie auf diese Weise ihren Lebensunterhalt und die Expeditionen – andererseits ging es ihnen darum, die Arbeit der Vulkanologen-Gemeinschaft bekannt zu machen und Laien für die Schönheit der Vulkane zu begeistern.
Ab den 1980er Jahren verlagerte sich ihr Interessenschwerpunkt vom effusiven Vulkanismus der Schild- zur ejektiven Tätigkeit der Stratovulkane. Ferner widmete sich das Paar nun verstärkt der Aufklärung- und Bildungsarbeit und verlegte sich zusätzlich darauf, auch diejenigen in ihre Überlegungen einzubeziehen, die im Schatten der Vulkane leben. Die Kraffts konzipierten ein Informationszentrum und einen Vulkan-Erlebnispark und drehten im Auftrag der UNESCO einen Lehrfilm über vulkanische Gefahren.
Ihr wissenschaftlicher Beitrag zur Vulkanologie – unter anderem niedergelegt in mehr als einem Dutzend Fachartikeln – ist insbesondere in umfassenden Gas- und Temperaturanalysen zu sehen, darüber hinaus in Grundlagenforschung zur natrokarbonatitischen Aktivität des Ol Doinyo Lengai, in den ersten Filmaufnahmen eines pyroklastischen Stromes sowie in der Entwicklung innovativer Analyseinstrumente für die Feldarbeit. Von außerordentlich großem Wert erwies sich auch ihr umfangreicher Nachlass. Dieser setzte sich sowohl aus mehreren Tausend Stunden Filmmaterial und mehreren Hunderttausend Fotos von Vulkanen zusammen, als auch aus unzähligen Dokumenten und anderen Gegenständen zur Geschichte der Vulkanologie.
Zusammen mit ihrem US-amerikanischen Freund und Kollegen Harry Glicken sowie 40 weiteren Personen starben die Kraffts im Sommer 1991 beim Abgang eines pyroklastischen Stromes am japanischen Vulkan Unzen.

## Leben

### Herkunft, Jugend und Ausbildung

#### Katia
Katia kam am 17. April 1942 als Tochter von Charles (1913–2006) und Madeleine Conrad in der damals knapp 10.000 Einwohner zählenden elsässischen Gemeinde Guebwiller zur Welt. Ihre Mutter hatte als Lehrerin an verschiedenen Grundschulen im Elsass gearbeitet und war nun als Leiterin einer École maternelle im unmittelbar benachbarten, etwas kleineren Ort Soultz-Haut-Rhin tätig, während ihr Vater Werkmeister einer Firma war, die als Zulieferer Maschinenteile sowohl für die Stahlindustrie als auch für Spinnmaschinen herstellte. Mit Jean-Marie hatte sie einen zwei Jahre jüngeren Bruder. Die Familie lebte in Soultz-Haut-Rhin.
Ursprünglich wollte Madeleine ihre Tochter nach Jekaterina Dolgorukowa – der Ehefrau des russischen Zaren Alexander II. – benennen. Deren Kosename lautete „Katia“ und als solche wurde sie auch 1938 in einem gleichnamigen Spielfilm unter der Regie von Maurice Tourneur mit Danielle Darrieux in der Hauptrolle dargestellt. Madeleine Conrad liebte diesen Film und seine Protagonistin. Die Geburt fiel allerdings in die Zeit der Besetzung Frankreichs während des Zweiten Weltkrieges durch das nationalsozialistische Deutsche Reich. Einem Neugeborenen während dieser Epoche einen russisch klingenden Namen zu geben, war ein unverhältnismäßiges Risiko. Die Eltern einigten sich daher auf den Geburtsnamen Catherine Marie Joséphine Conrad. Innerhalb der Familie wurde die Tochter allerdings von Beginn an „Katia“ gerufen.
Schon früh galt Katia als überaus neugieriges, aufgewecktes und unangepasstes Kind. So spielte sie beispielsweise mit den Jungen der Nachbarschaft Fußball und äußerte bereits im Alter von sechs Jahren gegenüber einer Freundin den Wunsch, Vulkanologin zu werden. Ihre Mutter indessen ging davon aus, dass ihre Tochter – genau wie sie selbst – eine Karriere als Lehrerin, also in einem „angemessenen Frauenberuf“ einschlagen würde. Katia besuchte die Vorschulklasse ihrer Mutter, genoss dort aber keinerlei Bevorteilung. Im Gegenteil achtete Madeleine akribisch darauf, dass sie den anderen Kindern ein gutes Vorbild war. 1953, zur sechsten Klasse, entschieden die Eltern, Katia auf eine private Mädchenschule der Ursulinen in Riedisheim zu schicken. Dort sollten ihr die Ordensschwestern eine wertkonservative Erziehung mit traditionellen Rollenbildern angedeihen lassen. Rückblickend äußerte Katia mehrfach, dass sie diese Zeit in keiner guten Erinnerung behielt: An der Ursulinenschule entwickelte sich ihre Aversion gegen „böotische Autoritäten“, Scheinheiligkeit und insbesondere gegen die Vermischung von Wissenschaft und Religion, die zeitlebens ihren Charakter prägen sollten. Nach einem Jahr durfte sie auf eine gemischtgeschlechtliche Schule in Guebwiller wechseln, die sie von 1954 bis 1956 besuchte. Zusammen mit ihrer Familie unternahm Katia 1955 einen Ausflug ins Zentralmassiv. Dort sah sie erstmals erloschene Vulkane. Wenig später, im Alter von 14 Jahren, erwähnte sie ihren Berufswunsch erstmals ihren Eltern gegenüber. Diese nahmen ihre Interessensbekundungen allerdings noch nicht ernst.
Im September 1957 erhielt sie die Zulassung zur École normale in Guebwiller – einer Institution, die vorwiegend akademisches Lehrpersonal ausbildet. Ihre Eltern, insbesondere Mutter Madeleine, waren zufrieden, hatte sich die Tochter doch offenbar mit dem für sie angedachten Berufsfeld angefreundet. Doch die drei Jahre der Ausbildung waren schwierig für Katia. Letztlich erlangte sie einen Abschluss und lehrte ein Jahr lang Mathematik und Naturwissenschaften am Collège d’enseignement supérieur „Saint-Louis“ in Mülhausen – einer Mittelschule.
Anfang August 1960 reiste sie mit der Familie nach Sizilien. Unter anderem erhielten die Conrads eine zweitägige Führung am Ätna. Im weiteren Verlauf der Reise besuchte man auf dem italienischen Festland die Ruinen der im Jahr 79 infolge eines Ausbruchs des Vesuv zerstörten Stadt Pompeji. Katia – die mittlerweile auch Haroun Tazieffs Film Les rendez-vous du diable gesehen hatte – war nicht bereit, ihre Träume aufzugeben und dieser Urlaub mit dem Erlebnis aktiven Vulkanismus festigte ihre Entscheidung. Im Alter von 19 Jahren immatrikulierte sie sich schließlich im Oktober 1961 an der Universität Straßburg. Als Hauptfach studierte sie Geochemie, ferner legte sie in Physik eine Licence ab. Noch während des Studiums und auch danach absolvierte sie darüber hinaus Praktika zu Gasanalysen an der École nationale supérieure de chimie de Mulhouse (ENSCMu) und arbeitete ehrenamtlich beim Service d’Analyse des Gaz des Centre national de la recherche scientifique (CNRS). Ihr Hauptstudium beendete sie mit einem Diplôme d’études approfondies, das einem forschungsorientierten Master entspricht. Anschließend begann sie an der ENSCMu eine Dissertation, schloss diese allerdings nicht ab.
So streng und zielgerichtet Katias Erziehung war, so viele Freiheiten ließen ihr die Eltern jedoch bei der Wahl ihrer Hobbys. Diese zeichnen abermals das Bild eines vielseitig interessierten, sehr aktiven und sportbegeisterten Mädchens. Katia betrieb Leichtathletik, Schwimmen, Wasserspringen, Volleyball, Klettern und fuhr Kajak, Rennrad sowie Ski. Darüber hinaus spielte sie Klavier und konnte gut malen; vornehmlich fertigte sie Landschaftsbilder. Aus dem August 1956 ist belegt, dass sie auf einem örtlichen Volksfest ohne Wissen ihrer Eltern erfolgreich in einer Todeskugel fuhr. Zwar wurde sie allenthalben für diese Leistung gelobt und war Stadtgespräch – ihre Mutter war jedoch überaus verärgert. Im September 1957 begann Katia zudem, eine Detektivgeschichte mit dem Titel Je suis un criminel! zu verfassen, die letztlich über 80 Seiten umfasste. Es handelte sich um die Fortführung zahlreicher Geschichten, die sie sich mit ihrem Bruder ausgedacht hatte. Das Buch handelte vom Konflikt zwischen Heranwachsenden und Erwachsenen und dem Kampf Gut gegen Böse, an dessen Ende die Tugend gewinnt.

#### Maurice
Maurice Krafft war der Sohn des Ärzteehepaares Raymond (* 1912/1913) und Élisabeth Krafft, geborene Dopff. Geboren in Mülhausen am 25. März 1946, wuchs er zusammen mit seinem älteren Bruder Bertrand in behüteten, wohlhabenden Verhältnissen im nahen Pfastatt auf. Während seine Mutter nicht mehr praktizierte, arbeitete der Vater als Radiologe in Diensten des Bergwerksunternehmens Mines de potasse d’Alsace – des dominierenden Betriebes im elsässischen Kalirevier. Zuvor hatte er 1941 die radiologische Abteilung des örtlichen Krankenhauses gegründet. Maurices Großvater mütterlicherseits war ein angesehener Architekt und leitender Stadtplaner in Straßburg gewesen.
Beide Elternteile waren der Wissenschaft sehr zugetan und reisten gerne. Vater Raymond besaß eine ausgeprägte Neigung für Botanik und Heimwerken und galt als liberaler Freigeist. Er vermittelte seinen Söhnen bereits früh nicht nur Interesse an den Naturwissenschaften, sondern auch eine Lebensphilosophie, die allgemeine Neugierde und Spaß am wissenschaftlichen Debattieren einschloss. Er lehrte sie, zielstrebig eigene Ideen zu verfolgen, hartnäckig zu sein und sich nicht charakterlich verbiegen zu lassen. Maurice – der in der Familie den Spitznamen „Ouane“ trug – entwickelte aus dieser Erziehung heraus schon zu Schulzeiten die Eigenart, seinen Lehrern zu widersprechen.
Im Juli 1953 reisten die Kraffts nach Italien und besuchten auch den aktiven Stromboli, dessen fortwährende kleine Ausbrüche zahlreiche Touristen anlocken. Dieses Erlebnis begeisterte Maurice und sollte seine lebenslange Faszination für Vulkane begründen. Entscheidend dazu bei trug auch Haroun Tazieffs Film Les rendez-vous du diable, der 1958 erschien und den Maurice sich mehrfach ansah. Tazieff wurde das wissenschaftliche Vorbild und Idol des Heranwachsenden. Abseits der Vulkanologie begeisterte sich Maurice jedoch für geologische Themen im Allgemeinen. So interessierte er sich beispielsweise auch für Paläontologie und lagerte zahlreiche fossile Fundstücke auf dem elterlichen Dachboden.
Zunächst besuchte Maurice eine Jungenschule, anschließend zwischen 1957 und 1960 das Lycée „Lambert“ in Mülhausen. Dort freundete er sich mit Roland Haas an, den er mit seiner Leidenschaft für Geologie und Vulkane ansteckte. Beide nannten sich als freundschaftliches Duo „Kraffthaas“. Sowohl seine fehlende Scheu vor Autoritäten als auch seine frühe Expertise werden an folgendem Schlaglicht deutlich: Als er 14 Jahre alt war, zeigte ein Lehrer den Schülern ein Gestein und betitelte es als Kalkstein. Maurice nahm sich das Exponat, ging zum Fenster und demonstrierte der Klasse, indem er zur Ermittlung der Mohshärte die Glasscheibe mit dem Stein anritzte, dass es sich nicht um Kalk, sondern vielmehr um ein Silikat handelte. Etwa zur selben Zeit, 1962, trat Maurice in die Société géologique de France ein. Zusammen mit Roland Haas unternahm er wenig später seine erste wissenschaftlich motivierte Exkursion, die die beiden Jugendlichen auf Mopeds ins Zentralmassiv führte. Im April 1963 folgte eine Exkursion zum deutschen Mittelgebirge Kaiserstuhl, das ebenfalls vulkanischen Ursprungs ist. Maurices weiterer Weg in die praktische Feldgeologie war vorgezeichnet. 1964 legte er sein Baccalauréat – vergleichbar mit dem deutschen Abitur – ab.
Für ein Studium der Geologie schrieb er sich zunächst an der Universität der Franche-Comté in Besançon ein, wechselte aber 1966 an die Universität Straßburg – immer noch mit Roland Haas als Kommilitone.

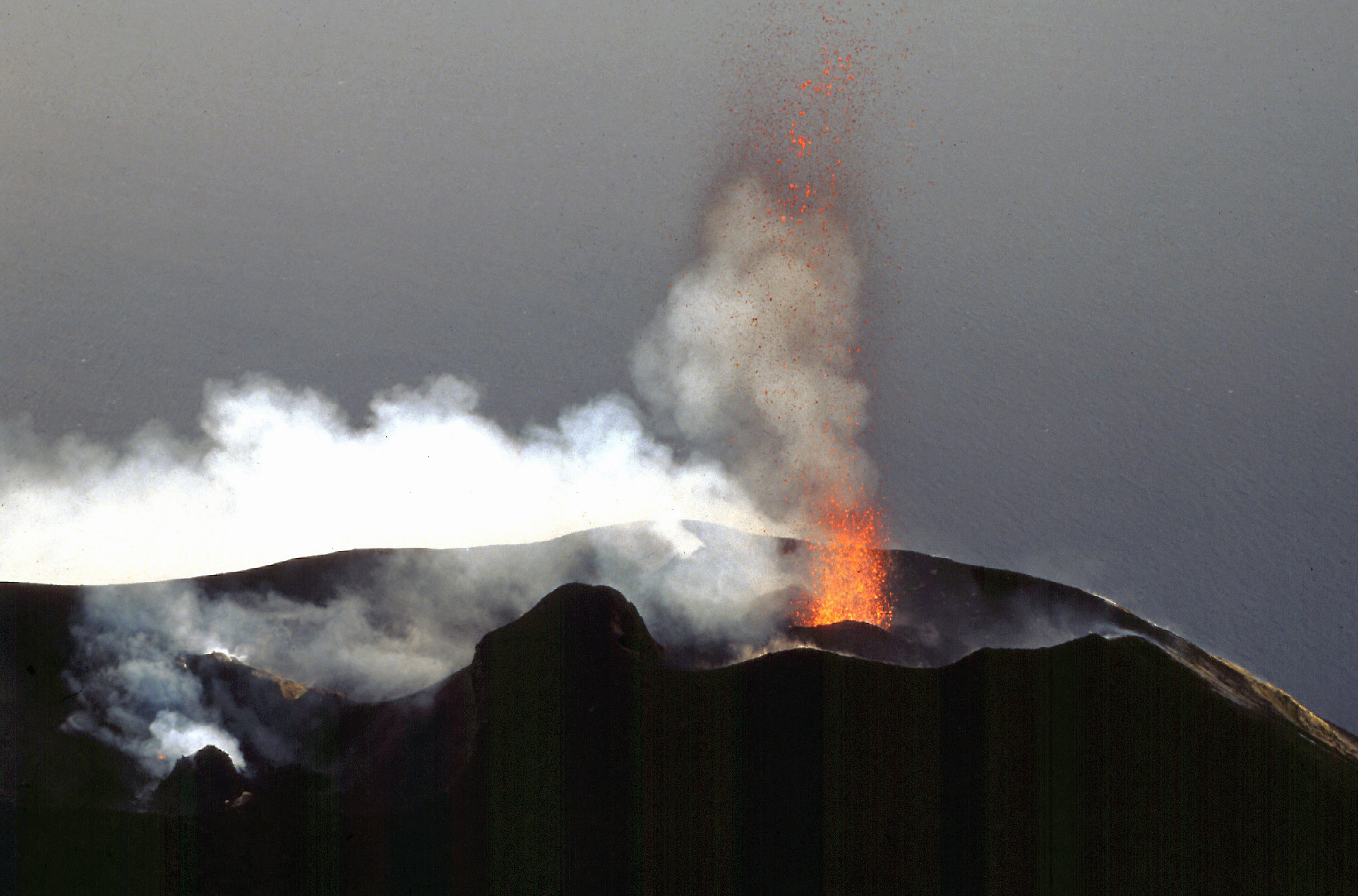
Bereits während seines ersten Studienjahres 1966 bereiste Maurice Krafft die vier großen Vulkane Italiens: den Stromboli, …
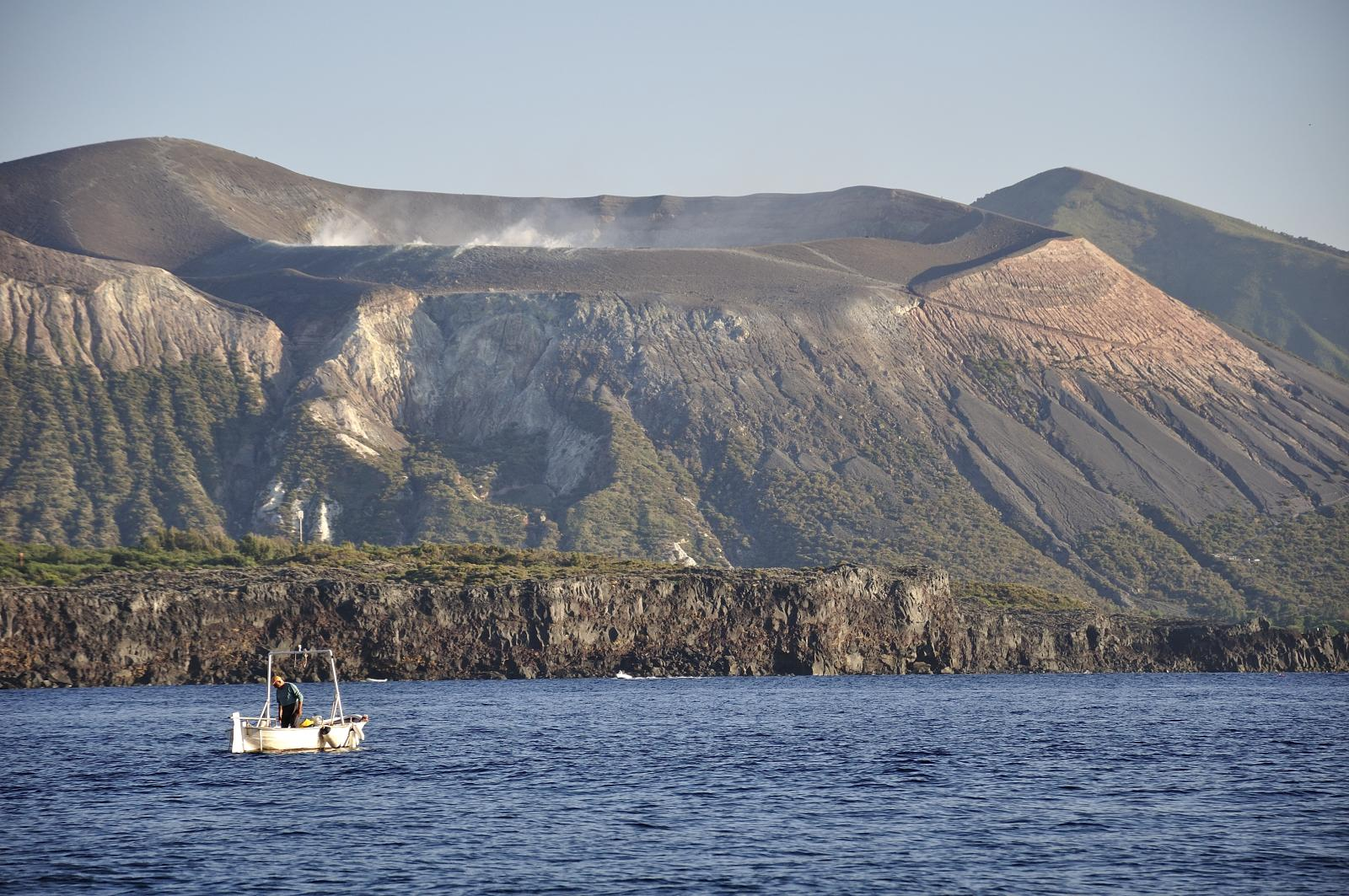
… den Vulcano, …
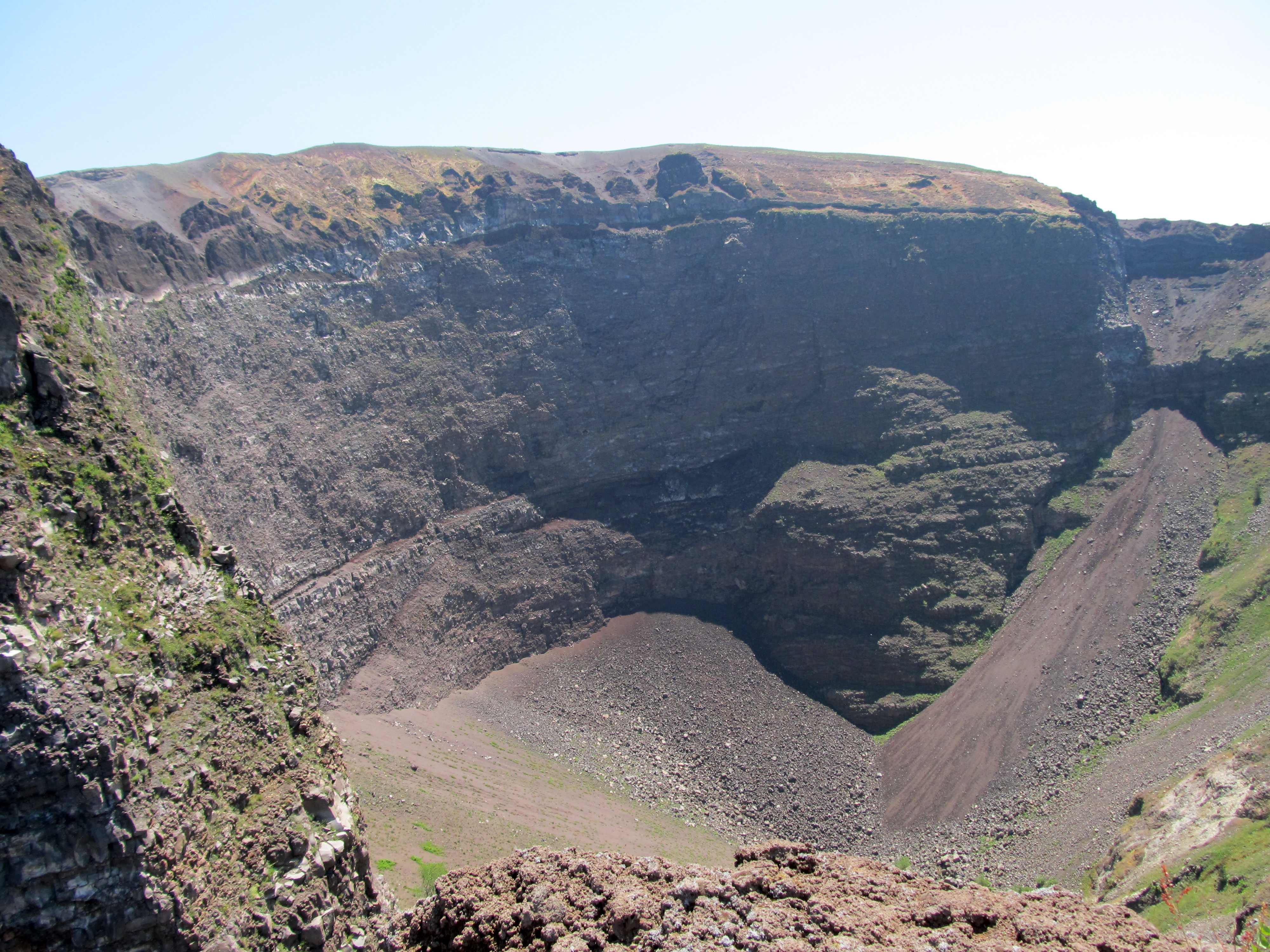
… den Vesuv …
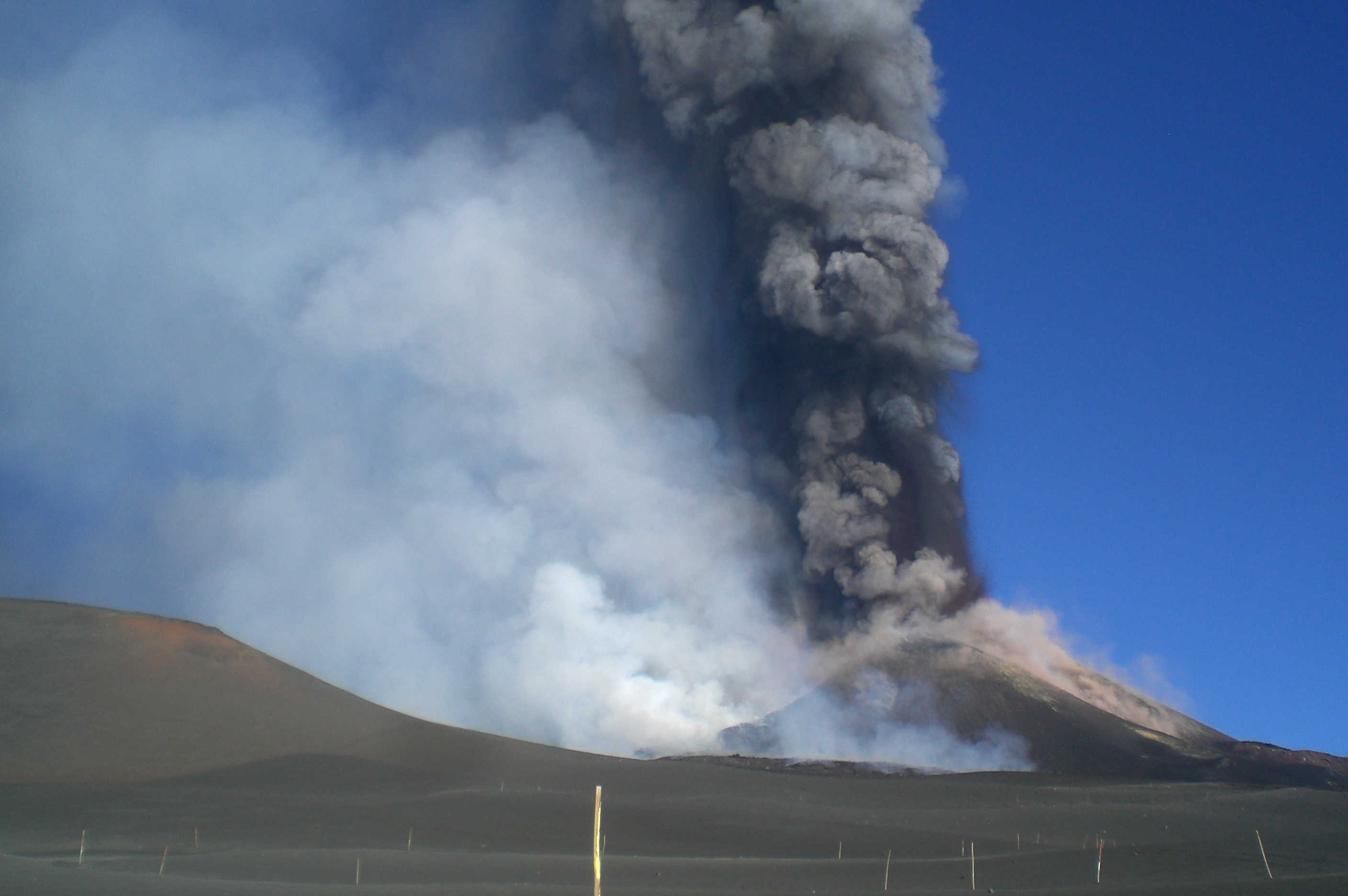
… sowie den Ätna.

Noch im gleichen Jahr unternahmen Krafft und Haas kurz nach Studienbeginn mit dem Auto ihre erste wirklich wissenschaftliche Exkursion mit Beobachtungs- und Analyseausrüstung zu den Vulkanen Italiens. Sie bereisten den Vulcano, den Stromboli, den Vesuv sowie den Ätna. An letzterem machte sie Giorgio Marinelli (1922–1993) – damals Dozent für Mineralogie und Petrographie an der Universität Pisa – mit Haroun Tazieff bekannt. Man aß gemeinsam zu Abend, führte Fachgespräche und schließlich wurden beide kurzzeitig Mitglied in Tazieffs interdisziplinärem und internationalem Team. Nach acht Tagen gemeinsamer Feldarbeit empfahl er ihnen eine akademische und berufliche Spezialisierung in Richtung Vulkanologie. Zu jener Zeit spielte die Vulkanologie noch eine untergeordnete Rolle innerhalb der Geowissenschaften und bot kaum aussichtsreiche Berufschancen. Tazieff bot an, Krafft und Haas bei ihrem Werdegang zu helfen. Euphorisiert von der Begegnung mit seinem Idol verständigte sich Maurice mit Tazieff zu einem weiteren Treffen während eines Italienaufenthaltes über Ostern 1967. Man plante, Messstationen auf den Liparischen Inseln aufzubauen.

### Zusammentreffen und Gründung der Équipe Vulcain
Katia und Maurice Krafft lernten sich über ihren gemeinsamen Freund Roland Haas kennen. Maurice und Haas planten eine dreimonatige Expedition nach Island und waren auf der Suche nach einer guten Fotokamera. Haas wusste um Katias Leidenschaft für das Fotografieren und wies Maurice zudem auf ihre ausgeprägte Faszination für Vulkane hin. Im Herbst 1966 – zu Beginn des neuen akademischen Jahres – trafen sich Katia und Maurice erstmals im Straßburger Café de la Victoire.
Entgegen den im Vorjahr mit Tazieff getroffenen Vereinbarungen, kehrte Maurice zu Ostern 1967 nicht auf die Liparischen Inseln zurück. Stattdessen begann er in dieser Zeit erste öffentliche Vorträge über Vulkane zu halten. Die mit Humor und Enthusiasmus gespickten Veranstaltungen in Mülhausen, Colmar und Pfastatt waren ein großer Erfolg beim elsässischen Publikum. In den Sommerferien 1967 absolvierte er dann ein dreimonatiges Praktikum am Observatorium der Liparischen Inseln unter der Aufsicht seines Landsmannes Claude Blot, Geophysiker am Office de la recherche scientifique et technique outre-mer (ORSTOM) – davon fünf Wochen eigenverantwortlich und alleine auf Stromboli. Seine Ortskunde ermöglichte es ihm, auch als Touristenführer tätig zu sein. In jenen Ferien arbeitete er wieder eine Woche mit Tazieff und dessen Forschungsgruppe am Ätna und am Vulcano. Dort erhielt er mehrere Spitznamen: „Empedokles“, „Mann aus dem Osten [Frankreichs]“ und „Bär des Vulkans“. Tazieff schlug Maurice vor, eine Dissertation über den Vulcano zu verfassen und stellte ihm in Aussicht, binnen zwei Jahren reguläres Teammitglied werden zu können. Tatsächlich sympathisieren Katia und Maurice zunächst mit der Idee, mit Tazieffs internationalem Team zusammenzuarbeiten. Sie trafen sich mit ihm abseits der Arbeit mehrfach im privaten Rahmen in Paris. Mit Maurice Krafft und Tazieff trafen jedoch zwei schwierige Charaktere aufeinander – letzterer duldete oftmals keinen Widerspruch und keine wissenschaftliche Konkurrenz in seinen Reihen. Letztlich kam es nie zu einer wirklich engen und längerfristigen Kooperation. Katia und Maurice planten gemeinsame Projekte, verfügten aber als Studenten noch nicht über ein eigenes geregeltes Einkommen. Sie wurden von Katias Eltern finanziell unterstützt und wohnten an den Wochenenden auch in der ersten Etage des großen Hauses der Conrads. Darüber hinaus wandten sie sich an lokale und regionale Behörden und Unternehmen, um Förderungen zu erhalten und Sponsoren zu gewinnen. Tatsächlich bekam Maurice im April 1967 ein Forschungsreisestipendium der Freizeit- und Kulturkommission der Mines de potasse d’Alsace und im Dezember gleichen Jahres ein von der Präfektur des Département Haut-Rhin ausgeschriebenes Reisestipendium zugesprochen. Am 26. November 1967 nahmen beide in Paris an einer vom Mouvement Jeunes Communistes de France organisierten Großdemonstration gegen den Vietnamkrieg teil und am nächsten Tag erschienen mehrere Fotos von ihnen in L’Humanité. Zwar missfiel ihnen die ideologische Vereinnahmung der Proteste, doch als am Zeitgeist und dem politischen Geschehen interessierte junge Erwachsene fühlten sie sich der Studentenbewegung verbunden.
Anfang 1968 riefen Maurice Krafft, Katia Conrad und Roland Haas mit der in Cernay stationierten „Équipe Vulcain“ (später umbenannt in „Centre de Volcanologie Vulcain“) eine Gruppierung junger, gerade ausgebildeter, vorwiegend französischer Vulkanologen und Amateure ins Leben, die im Sinne einer schnellen Einsatztruppe rasch zu Eruptionen reisen konnte. Im weiteren Verlauf wuchs die Gruppe auf elf Mitglieder an – unter anderen gehörten auch Michel Wolff, Marcel Chaigneau, Gilbert Féraud und Jean-Guy Bartaire zum Team. Maurice fungierte in diesem Gefüge als Leiter, entschied über Exkursionen und verteilte die Aufgaben; Katia kümmerte sich um die Logistik.
Die erste Forschungsreise der Équipe führte Krafft, Conrad und Haas ab dem 26. Juni 1968 für drei Monate nach Island. Teilfinanziert wurde sie durch den Automobilhersteller Renault, das ihnen einen neuen Renault 4 als Transportmittel zur Verfügung stellte. Dies geschah im Rahmen der Werbe-Sponsoring-Reihe Dotation Les Routes du Monde. Die Geologen erkundeten zahlreiche Vulkane und führten Gasanalysen sowie Temperaturmessungen durch. Zu einer kurzen Unterbrechung der Fahrt kam es am 10. Juli infolge zweier Verletzungen: Als Maurice in Krýsuvík bis zu den Knien in einem 140 Grad Celsius heißen Schlammtopf einsank, erlitt er mittelschwere Verbrennungen an der Wade. Auf dem Weg ins Krankenhaus nach Reykjavík war das Trio in einen Autounfall verwickelt. Erst wenige Wochen zuvor – am 26. Mai – war in Island die Umstellung auf Rechtsverkehr erfolgt und viele einheimische Verkehrsteilnehmer hatten noch Orientierungsschwierigkeiten. Haas zog sich dabei eine Fraktur der Kniescheibe zu. Bereits nach einigen Tagen Krankenhausaufenthalt und einer Autoreparatur konnten aber beide zusammen mit Katia die Expedition fortsetzen. Schließlich sahen sie sich allerdings gezwungen, die Reise in der Schwemmlandebene Skeiðarársandur vorzeitig abzubrechen, da sie sich wiederholt in den zahlreichen verflochtenen Flüssen festgefahren hatten und erkennen mussten, dass sie ohne Allradantrieb querfeldein und auf den nicht ausgebauten Straßen der Region nicht weiterkamen – die inselumfassende Ringstraße Hringvegur wurde erst einige Jahre später fertiggestellt. Während der Zeit in Island hatten Krafft, Conrad und Haas 12.983 Kilometer zurückgelegt. Insgesamt zogen sie eine positive Bilanz – auch wenn kein Ausbruch hatte beobachtet werden können. Nach der Rückkehr des Trios veröffentlichte die elsässische Tageszeitung L’Alsace einen ausführlichen Reisebericht der Équipe und Maurice und Katia produzierten aus dem umfangreichen Filmmaterial der Reise ihren ersten eigenen Film.
| „Diese Kleinen sind verdammt gefährlich. Vor denen müssen wir uns echt in Acht nehmen und sie künftig links liegen lassen.“ (Kommentar von Haroun Tazieff zu seinem Assistenten nach der Fernsehsendung) Zwar war Tazieff Maurice Kraffts Jugendidol und langjähriges Vorbild, doch 1969 kam es zum Bruch zwischen beiden. |

Auf Anraten von M. J. Tranchant, Direktor der Groupement pour l’avancement des méthodes spectroscopiques et des méthodes physiques d’analyse (die heutige Association francophone des sciences séparatives; AFSEP), entwickelte Katia im Verlaufe des Jahres 1969 während ihrer Freiwilligenarbeit am CNRS zusammen mit François Couillard für das in Les Ulis ansässige Labortechnikunternehmen Touzart et Matignon den weltweit ersten transportablen Gaschromatographen. Dieser kam zunächst auf mehreren kleineren Reisen der Équipe zu den Liparischen Inseln zum Einsatz, die Ende der 1960er und Anfang der 1970er Jahre häufig besucht wurden. Im selben Jahr ging Maurice zum ersten und einzigen Mal in seinem Leben ein Angestelltenverhältnis ein, als er kurzzeitig für das Mineralölunternehmen Elf Aquitaine in der Exploration von Erdöl tätig war. Im September 1969 nehmen beide an ihrem ersten vulkanologischen Fachkongress – einem Symposium an der University of Oxford – teil und 20. September 1969 waren sie und Roland Haas auf Einladung Tazieffs zusammen mit ihm zu Gast in der von François de La Grange moderierten, überaus beliebten Fernsehsendung Les rendez-vous de l’aventure. Dort kam es allerdings zu schwerwiegenden Unstimmigkeiten: Während Maurice lebhaft, ausführlich und mitreißend von ihren Abenteuern auf Vulkanen berichtete, kam Tazieff kaum zu Wort und wurde seiner Meinung nach auch seitens der Fragesteller übergangen. Er fühlte sich von den jungen Wissenschaftlern überstrahlt und sah sein Alleinstellungsmerkmal als bekanntester französischer Vulkanologe gefährdet. Sehr zum Bedauern von Maurice Krafft kam es in der Folge zum Bruch zwischen ihnen; Tazieff betrachtete Katia und ihn fortan mit ausgeprägter Antipathie, die selbst über ihren Tod hinausreichte, nach dem er keine lobenden Worte über sie zu finden vermochte. Bald darauf folgte ein Interview mit den Kraffts in der einstündigen Fernsehsendung Cap sur l’aventure: les volcans in der Romandie. Es waren die ersten von zahlreichen Fernsehauftritten, die beide in mehr als 20 Jahren absolvieren sollten und der Beginn ihrer medialisierten Öffentlichkeitsarbeit. Maurice hielt weitere Vorträge (unter anderem in Altkirch, Sierentz und Bollwiller) und die Veranstalter der bekannten wissenschaftlichen Filmvortragsreihe Connaissance du Monde traten mit dem Wunsch an die Kraffts heran, ihren Film über die Vulkane Islands zu präsentieren.
Am 18. August 1970 heiratete das Paar und Katia nahm Maurice’ Nachnamen an. Die Flitterwochen verbrachten sie auf Santorin.

### 1970–1980: Ein Jahrzehnt im Rhythmus der Erde

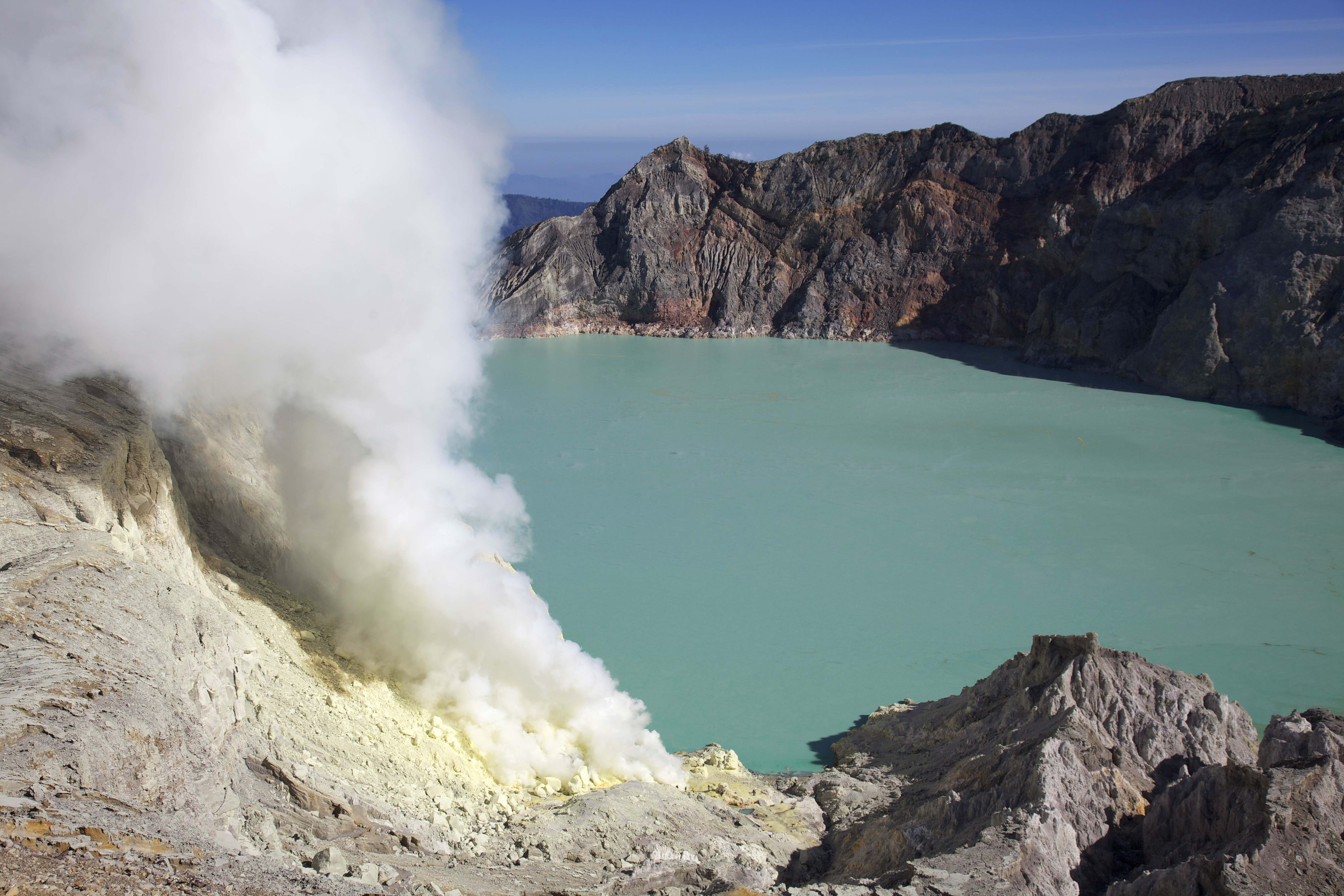
1971 überquerte Maurice Krafft den Kratersee des Ijen (pH-Wert < 0,4) in einem Schlauchboot

Die 1970er Jahre begannen für die Kraffts mit ihrer umfangreichsten und längsten Expedition: Zusammen mit den anderen Équipe-Mitgliedern Roland Haas, Michel Wolff, Gilbert Féraud und Jean-Guy Bartaire folgten sie einer offiziellen Einladung der indonesischen Regierung und bereisten zwischen dem 13. Mai und dem 21. Dezember für mehr als sieben Monate das große Inselreich. Offizielles Ziel war es, die ausgedehnten Thermalgebiete (mit Solfataren, Mofetten und Fumarolen) zu untersuchen und Einschätzungen darüber zu treffen, welche der zahlreichen Vulkane des Landes die größte Bedrohung für die in ihrem jeweiligen Umfeld siedelnde Bevölkerung darstellten. Im Vorfeld der Reise verfassten die Kraffts mehr als 2000 Briefe, mit denen sie um Partner und Sponsoren aus der Wirtschaft warben. Schließlich erhielten sie mehrere Stipendien und Zuschüsse von 136 französischen Unternehmen und Institutionen sowie der UNESCO. Auch Renault leistete erneut Unterstützung – abermals in der Reihe Dotation Les Routes du Monde. Diesmal stellte man einen Saviem zur Verfügung. Anfang August erreichten die Forscher den Ijen im Osten der Großen Sundainsel Java, der für seinen extrem sauren Kratersee bekannt ist. Um Tiefenmessungen vorzunehmen und Wasserproben zu sammeln, wagte Maurice Krafft zusammen mit Féraud in einem Schlauchboot – das sie gebraucht auf dem Flohmarkt in Saint-Ouen-sur-Seine gekauft hatten – die Überfahrt. Beide zogen sich mittelschwere Verätzungen an den Händen zu, doch das Wagnis glückte. Im Umfeld des Vulkans besichtigten sie auch die primitiven Schwefelminen, in denen die Einheimischen das gelbe Mineral unter gesundheitsgefährdenden Arbeitsbedingungen mit bloßen Händen abbauen und abtransportieren. Maurice schilderte seine Eindrücke dazu einige Jahre später:
„Dort, in der Nähe des Kraters, hast du Menschen, die den Schwefel abgraben. Dort ist tatsächlich eine Schwefelmine, allerdings eine sehr sehr primitive Schwefelmine. Diese Leute sind fantastische Menschen, denn sie tragen 60 Kilogramm Schwefel oder so auf ihrem Rücken und sie müssen 30 Kilometer damit auf ihrem Rücken laufen. Das Geld, das sie erhalten, ist wirklich nicht nennenswert. Und du siehst Kinder, zwölf Jahre alt oder zehn Jahre alt, die dort arbeiten. Es ist absolut entsetzlich. Jene Bedingungen sind sehr schlecht.“
Katia zog sich am Ijen eine Infektion am Bein sowie eine septische Arthritis im Knie zu. Sie musste drei Wochen lang stationär in einem Krankenhaus auf der nahen Insel Bali behandelt werden. Währenddessen begleiteten die anderen Expeditionsteilnehmer einen Ausbruch des nicht weit entfernten Batur und Katia selbst las den Entwurf ihres Buches Volcans et tremblements de terre Korrektur. Insgesamt besuchte das Sextett in den sieben Monaten 39 Vulkane. Es handelt sich um die bis dato längste von Ausländern durchgeführte vulkanologische Forschungsreise in Indonesien.
| Marapi |

| Batur |

| Anak Krakatau |

| Papandayan |

| Merapi |

| Tambora |

| Karangetang |

| Ijen |

| Flores |

| Auf Flores: • Ebulobo • Egon • Lewotobi • Iya • Kelimutu |

| Weitere auf Java: • Semeru • Bromo • Kamojang • Sundoro • Tangkuban Perahu • Merbabu • Batok • Talaga Bodas |

| Auf Sulawesi: • Lokon-Empung • Soputan |

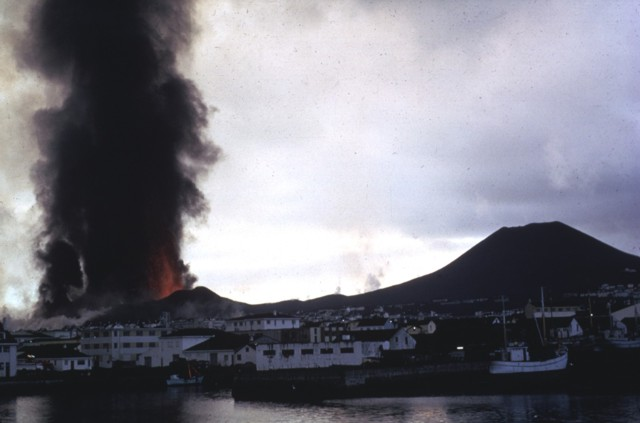
Während des Ausbruchs des Eldfell Anfang 1973 auf Heimaey waren die Kraffts „allein auf der Bühne, auf der die Natur ihr Spektakel inszenierte.“

Die zwei weiteren wichtigsten Expeditionen des Jahrzehnts fanden beide 1973 statt. Als sich am 23. Januar auf der kleinen isländischen Insel Heimaey mit dem Eldfell unerwartet eine neue Eruptionsspalte öffnete, gelang es den Kraffts, binnen weniger Stunden vor Ort zu sein. Sie halfen zunächst bei der Evakuierung der Bevölkerung, waren anschließend die einzigen Filmer vor Ort und begaben sich mit Erlaubnis der örtlichen Behörden zum Vulkan. Vier Tage lang filmten und fotografierten sie die Lavafontänen des Ausbruchs, der weite Teile des Inselortes mit Asche und Lava bedeckte, aus unmittelbarer Nähe und sammelten wissenschaftliche Daten. Maurice beschrieb die Begebenheiten später mit den Worten:
„Wir fuhren zu einem Hotel, um unsere Sachen dort zu lagern, und der Besitzer des Hotels sagte ‚Oh, bezahlt nicht für das Zimmer. Mein Hotel wird morgen [ohnehin] zerstört sein.‘ Und am Abend betraten wir das Gebäude durch die Eingangstür und am nächsten Morgen verließen wir es durch den ersten Stock. Über Nacht waren fünf Meter Asche auf dieses Haus gefallen. […] All diese Häuser mit angeschalteter Innenbeleuchtung, Vorhängen, Geschirr auf den Tischen und so zu sehen – alles war bereit, aber niemand war dort. Es war wie in einer Art Theater zu sein, mit großen Kulissen in Erwartung einer Vorstellung; aber niemand ist da für die Vorstellung. Lediglich der Vulkan im Hintergrund.“
Nachdem sie am 29. Januar nach Paris zurückgekehrt waren, berichtete Maurice in den Mittagsnachrichten des Hörfunksenders France Inter über die Eruption. Beeindruckt vom Mut, der Entschlossenheit und dem Optimismus der Isländer, sammelten die Kraffts anschließend bei etwa 30 Vortragsveranstaltungen Spenden für die Einwohner Heimaeys. Am 3. Juni 1973 übergaben sie dann dem isländischen Botschafter in Frankreich, Einar Jonsson, als Zeichen der Verbundenheit mit dessen Volk einen Scheck über 12.352 Franc.

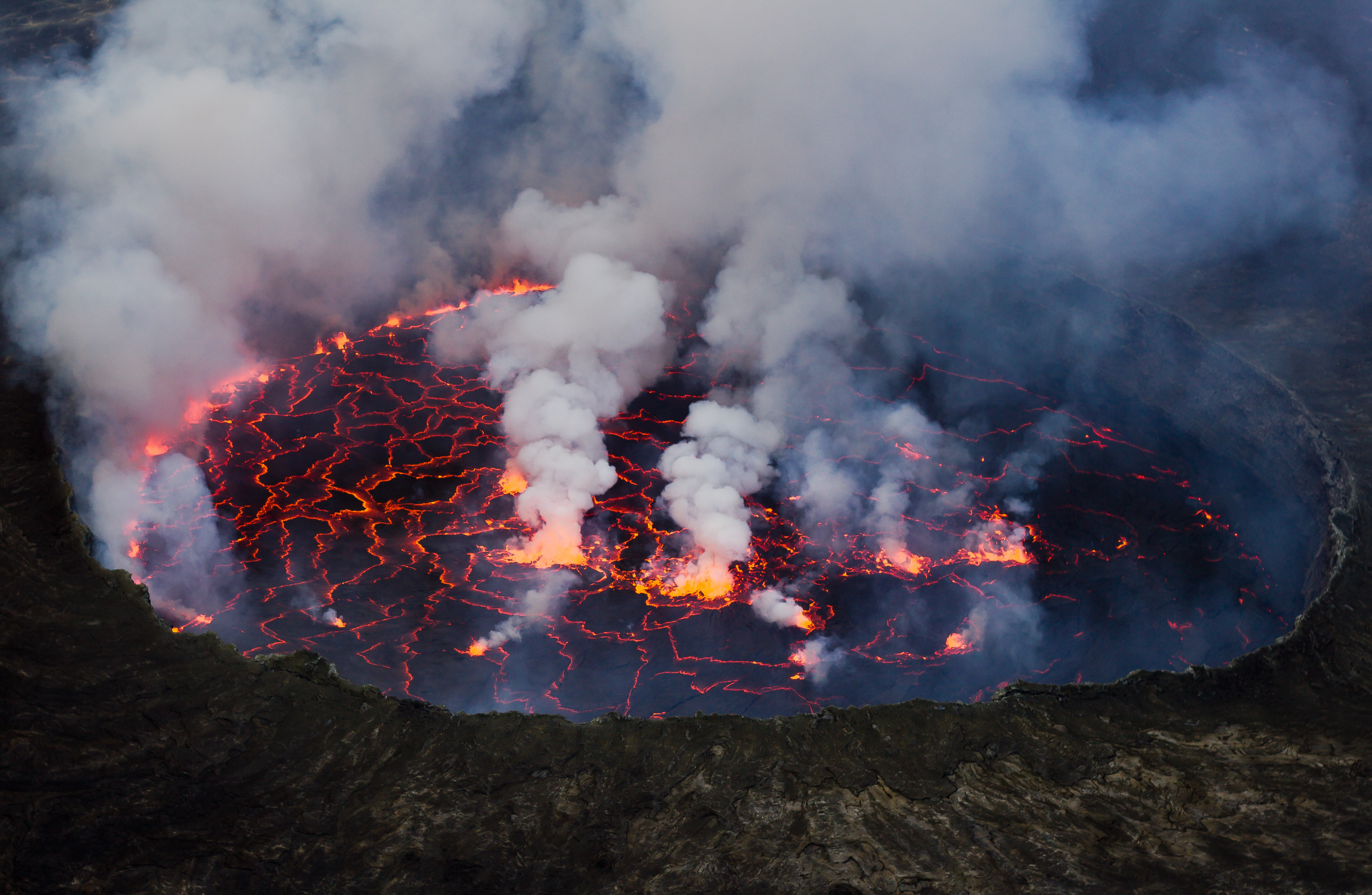
Im Juni 1973 campierten die Kraffts mehr als zwei Wochen innerhalb des Kraters des Nyiragongo

Nur wenige Tage darauf brachen sie erstmals nach Afrika auf. In der Demokratischen Republik Kongo (damals Zaire genannt) bestiegen sie mit dem Nyiragongo den bekanntesten der zum Ostafrikanischen Grabenbruch gehörenden Virunga-Vulkane. In dessen Krater – auf einer Felsterrasse oberhalb des Lavasees – schlugen sie für 15 Tage ihr Zelt auf, filmten, fotografierten und führten Messungen durch. Ihre Gefühlslage an diesem unwirklichen Ort beschrieb Katia:
„Der Boden zittert, du hast all diese Geräusche um dich herum – so, als wärst du in den Eingeweiden der Erde. Und du bist Nichts. Und das ist sehr schön zu fühlen: Du bist schlichtweg Nichts, wenn du in der Nähe eines Vulkans bist.“
Als sich etwas mehr als dreieinhalb Jahre später, am 10. Januar 1977, fünf Spalten an den Flanken des Nyiragongo öffneten und schnell fließende, geringviskose Pāhoehoe-Lava mutmaßlich mehrere Hundert Menschenleben forderte, weilten die Kraffts zufällig in Nairobi und konnten binnen weniger Stunden zum Ort des Geschehens reisen. Der Ausbruch hatte nur knapp 60 Minuten gedauert, sodass ihnen nur noch blieb, die Zerstörungen des Lavastromes zu dokumentieren. Maurices Fotos von in der erhärteten Lava eingebetteten Elefantenskeletten – die Tiere waren auf der Flucht von der Lava eingeholt und umschlossen worden – gingen um die Welt.
Im Sommer 1978 unternahmen beide eine zweimonatige Reise durch Alaska und forschten dabei mit einem ambitionierten Zeitplan an 13 Vulkanen. Am 3. Mai 1979, nach einer Eruptionsphase mit Aschewolken und pyroklastischen Strömen, erkletterte Katia den Gipfel des Soufrière in St. Vincent und die Grenadinen und entdeckte dort einen kleinen neuen Lavadom. Mit viel Aufmerksamkeit und besonderem Interesse bedachten die Kraffts sowohl den nahezu durchgehend aktiven Kīlauea auf Hawaii – an dessen Hängen sie sich dereinst auch zur Ruhe setzen wollten – sowie den nicht minder häufig eruptierenden Piton de la Fournaise auf Réunion. Letzterer zählte zu ihren häufigsten Zielen. Katia und Maurice Krafft waren Mitglieder der sogenannten „Bénard-Bande“, einer Gruppe mehrerer Vulkanologen, die diesen Berg regelmäßig untersuchten und beobachteten. Zu diesem informellen Kreis zählten ferner Alain Gérente, Jeanine Ceccaldi, François Cartault, Jean-Claude Vallée, André Bacquet sowie der Namensgeber Roland Bénard. Maurice fasste ihre Faszination 1987 folgendermaßen zusammen:
„Réunion ist ein alter Freund von mir – einer meiner besten Freunde. Es ist ein Vulkan, der etwa einmal pro Jahr aktiv ist und sehr schöne Aktivitäten [hat]. Und ich erfahre augenblicklich von diesen Eruptionen. Ich würde sagen, wenn ein Ausbruch beginnt, weiß ich es in weniger als fünf Minuten hier in Frankreich über Telefon oder Telex und so. Und dann eile ich dorthin, denn es gibt tägliche Flüge. Und ich mag diesen Vulkan sehr. […] Ich habe mich in den Vulkan Piton de la Fournaise verliebt, ja.“
Die Kraffts waren zeit ihres Lebens ungebunden, hatten keine Kinder und besaßen keine akademischen Verpflichtungen wie beispielsweise Lehrtätigkeiten an Universitäten. Ihr Ziel war es, „nach dem Rhythmus der Erde“ zu leben und jederzeit überallhin aufbrechen zu können. Ihre ländliche Herkunft bestimmte auch ihr späteres Leben dahingehend, dass sie den kleinen Gemeinden ihrer südelsässischen Heimat stets treu blieben und Großstädte möglichst mieden. Diese sahen sie lediglich als notwendige Zwischenstationen oder Orte beruflicher Kontakte. Sie lebten nacheinander in Cernay, Guebwiller und Ensisheim und erwarben schließlich im September 1977 einen Wohnsitz in Wattwiller. Ihren Lebensunterhalt und die zahlreichen kostspieligen Forschungsreisen finanzierten sie ab den 1970er Jahren durch diverse Buchveröffentlichungen, Fotoausstellungen, geologische Führungen und die landesweite Fortführung von Maurices erfolgreichen Vorträgen. Bereits Ende 1969 hatte sich ein Antiquariat in Mülhausen bereiterklärt, eine erste kleine Ausstellung mit Fotos und Mineralfundstücken der Kraffts zu beherbergen. Damals wurde noch kaum Gewinn erzielt – doch mit zunehmendem Bekanntheitsgrad des Paares und damit einhergehender Professionalisierung ihrer Arbeit rentierte sich dieses Wirtschaftsmodell. Mit ihren in diesen Fällen häufig populärwissenschaftlichen Präsentationen wandten sie sich an die breite Bevölkerung, um Laien für die Schönheit der Vulkane zu begeistern und über das Berufsfeld des Vulkanologen zu informieren. Durch zahlreiche Fernsehauftritte, ihre persönliche Ausstrahlung, ihren Vortragsstil und die offensichtliche Begeisterung für Vulkane fanden sie ein großes Publikum.
Im Laufe der Zeit hatten die Kraffts ein enges Netz von persönlichen Kontakten zu Wissenschaftlern und Freunden vor Ort an Vulkanen geknüpft. Über diese Bekannten sowie über das Global Volcanism Program (beziehungsweise dessen Vorgänger Center for Short-Lived Phenomena und Scientific Event Alert Network) der Smithsonian Institution – für das sie als Korrespondenten auch selbst Fotos und eigene Berichte beisteuerten – war es ihnen möglich, äußerst zeitnah von Eruptionen auf der ganzen Welt zu erfahren. Innerhalb von 25 Jahren bereiste das Paar über 300 Vulkane auf allen Kontinenten und erlebte dabei mehr als 175 Ausbrüche – ein bis heute unerreichter Rekord. Im Zuge des Kalten Krieges sparten sie einzig die Sowjetunion – und somit die Vulkane auf Kamtschatka – aus. Gleichwohl bewunderte Maurice die Arbeit der sowjetischen Geologen Igor Iwanow und Wiktor Popkow.

### 1980–1991: Spezialisierung auf „Graue Vulkane“
Der 18. Mai 1980 markierte den entscheidenden Moment eines sich über mehrere Jahre hinziehenden Paradigmenwechsels im Wirken des Ehepaares Krafft. An diesem Tag ereignete sich in Form einer lateralen Eruption der spektakuläre Ausbruch des US-amerikanischen Mount St. Helens, der in einem Radius von bis zu 30 Kilometern mit Glutwolken und pyroklastischen Strömen weitreichende Zerstörungen anrichtete. Die Kraffts besuchten das Gebiet im Juli und begutachteten die Verwüstungen. Die dortigen Eindrücke waren letztlich ausschlaggebend dafür, dass sich ihr Forschungs- und Dokumentationsschwerpunkt verlagerte. Hatten sie bislang vorwiegend effusive Schildvulkane bereist, wuchs nun ihr Interesse an der ejektiven Tätigkeit der Schichtvulkane (auch Stratovulkane, Graue Vulkane oder explosive Vulkane genannt). Darüber hinaus verfolgten nun beide verstärkt das Ziel, einen vernichtenden pyroklastischen Strom während seines Abgangs zu filmen. Die Forschung zu diesem vulkanischen Phänomen war damals noch nicht weit fortgeschritten und es existierten zwar Fotos von Strömen, allerdings noch keine Filmaufnahmen.
Analog veränderte sich auch das Arbeitsumfeld des Paares. So wurden Katia und Maurice beispielsweise Mitglieder und treibende Kraft in der „Active Volcano Working Group“, einem losen Zusammenschluss von Vulkanologen, die darauf aus waren, Eruptionen nicht lediglich per Fernerkundung, sondern vielmehr aus möglichst geringer Distanz zu erforschen. Weitere Mitglieder waren unter anderen Jürgen Kienle (University of Alaska Fairbanks), Norman Banks (USGS), Ken Wohletz (Los Alamos National Laboratory) und Harry Glicken (University of California, Santa Barbara). Die Los Angeles Times beschrieb die Bedeutung dieser Gruppierung 1991 folgendermaßen:
„Durchgeführt mit High-Tech-Sensorik hat die Arbeit dieser Vulkanologen an vorderster Front signifikant zu unserem Verständnis darüber beigetragen, wann ein Vulkan ausbrechen wird – und für wie lange. Das bedeutet eine bessere Chance, Leben zu retten, weil gefährdete Gebiete evakuiert werden können.“
Während die Kraffts Ende März 1982 in Guatemala und Nicaragua Erkundungsflüge durchführten, brach im benachbarten Mexiko der El Chichón aus. An drei Tagen starben durch pyroklastische Ströme knapp 2000 Menschen. Die geringe Entfernung ermöglichte es dem Paar, als erste Wissenschaftler umgehend vor Ort zu sein. Einige Tage lang studierten sie die Auswirkungen der Eruptionen und führten Messungen in den abgelagerten Sohlen der Ströme durch. Etwa einen Monat später begann in Indonesien eine neunmonatige Eruptionsphase des Galunggung, die ebenfalls durch zahlreiche pyroklastische Ströme geprägt war. Zwar gelangen den Kraffts keine Filmaufnahmen von ihnen, doch bestärkten die dortigen Erlebnisse sie in ihrer neuen Spezialisierung. Katia beschrieb die Begegnung mit den Strömen am Galunggung rückblickend:
„Es ist wirklich etwas sehr gefährliches. Aber es war so faszinierend anzuschauen und zu versuchen, nahe zu sein, um besser sehen zu können, was geschieht, dass wir uns nicht um den Tod oder so sorgen – denn es war so faszinierend zu sehen, dass du [es = den Tod] schlicht vergisst. ‚Ok, kann passieren – aber wir werden es versuchen.‘“

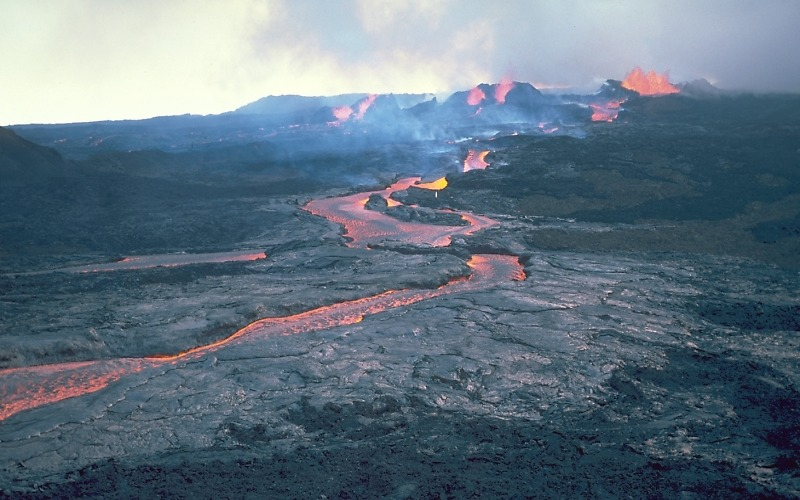
Die Spalteneruption am Mauna Loa 1984, die sich an Maurice Kraffts Geburtstag öffnete und die beide live verfolgen konnten

Am 28. und 29. Januar 1983 bestieg Maurice den Pacaya im südlichen Guatemala und registrierte einen aus der Südwestflanke fließenden, sehr viskosen und lediglich etwa 50 Meter langen Lavastrom. Im weiteren Verlauf des Jahres hielt sich das Paar zwischen dem 14. August und dem 4. September auf der kleinen indonesischen Insel Una Una auf. Dort war seit Mitte Juli der Stratovulkan Colo aktiv und hatte das Eiland mit zahlreichen pyroklastischen Strömen nahezu vollständig verwüstet, sodass die Bevölkerung evakuiert worden war. Die Kraffts beobachteten die Ausbrüche und dokumentierten die Schäden. Ein Höhepunkt des Jahres 1984 war die Eruption des hawaiianischen Mauna Loa. Während die Kraffts vor Ort waren, öffnete sich am 25. März – Maurices Geburtstag – im Südwesten der Gipfelcaldera sowie in der nordöstlichen Riftzone eine Spalte. Große Lavafontänen und zahlreiche zunächst geringviskose Lavaströme prägten die Szenerie. Rückblickend äußerte sich Maurice folgendermaßen über diesen Tag:
„Das war mein Geburtstag. Es war ein fantastisches Geschenk. Ich werde nie wieder ein Geschenk wie dieses bekommen. Das Spaltensystem war 15 Kilometer lang und du hattest die ganze Spalte entlang Vorhänge aus Feuer, die sich formten, und große herabfließende Lavaströme. Es ist einfach das Blut der Erde, dass den Berg hinab fließt – aber wirklich sehr viel Blut.“
Eine weitere Expedition führte die Kraffts 1984 nach Deception Island, wo sie unter anderem die antarktische Fauna filmten.
| „Anfangs musst du lange Zeit [weit] entfernt bleiben, um seine [des Vulkans] Gewohnheiten zu beobachten, du weißt schon, sein Verhalten: wo fallen die Blöcke und so weiter. Wir sind nicht Kamikaze, wir springen nicht einfach in einen Vulkan. Nicht wirklich.“ „Das Risiko ist der eigentliche Motor des Lebens. Wissen Sie, wenn Sie keine Risiken eingehen, ist es so, als seien Sie gestorben, wenn Ihr eigenes Leben an Ihnen vorbeirauscht.“ (Zitate von Maurice Krafft) „Ich bin der Ansicht, dass das größte Risiko darin besteht, mit dem Auto zu fahren, denn das ist eine sehr gefährliche Umgebung. Aber es kommt darauf an. Wenn du in der Nähe eines explosiven Vulkans bist, muss die Chance [zu überleben] 50 Prozent betragen.“ (Zitat von Katia Krafft) |

Maurice transportierte den neuen Forschungsschwerpunkt des Paares auch in seinen Vorträgen und formulierte bisweilen recht zugespitzt bezüglich der Gefahren bei der Arbeit:
„Das letzte mal, als ich hier war, präsentierte ich die Vulkane Afrikas – das heißt, die angenehmen, die schönen [Vulkane]. Heute habe ich die harten. So, wie es hartes Gestein gibt, gibt es auch harte Vulkane, Killer-Vulkane. Übrigens: Von den 350 professionellen Vulkanologen sind es etwa 300, die sich – und sie tun gut daran – auf die schönen spezialisieren. Sprich: rote Lavaströme, Fontänen geschmolzener Lava, kochende Lavaseen. Es ist spektakulär, es ist furchteinflößend, aber um von einer solchen Eruption getötet zu werden, musst du ehrlich gesagt einen großen Fehler machen oder sehr viel Pech haben. Aber es gibt etwa 50 Vulkanologen, und ich bin einer von ihnen, die auf explosive Vulkane spezialisiert sind, was für mich aufregender ist. Dort gibt es nichts rotes. Eher gibt es dort 20, 30, 40 Kilometer [hohe] Aschewolken, die sich mit 1000 Kilometern pro Stunde bewegen und 20, 30, 40 Kilometer vom Vulkan weg rauschen. Es ist die Bombe mit entzündeter Lunte und wir wissen nicht, wie lang die Lunte ist. In fünf Jahren sind fünf meiner Kollegen bei Eruptionen gestorben – das sind zehn Prozent. Ihr mögt sagen, dass das Raum für die Jugend lässt. Und das stimmt; Beförderungen geschehen häufig rasch. Ich würde sagen, dass – wenn man sich wirklich auf explosive Vulkane spezialisiert – es sich nicht lohnt, für das Alter vorzusorgen, und dass es etwas verdächtig erscheint, wenn man es bis zum Ruhestand schafft. Das bedeutet, dass man seinen Job nicht wirklich gewissenhaft gemacht hat.“
Mit dieser offen zur Schau getragenen Einstellung einhergehend stellte sich zunehmend auch die Frage nach dem Risiko, dass die Kraffts offenbar bereit waren einzugehen, um pyroklastische Ströme aus der Nähe zu erleben und zu erforschen. Beide betonten zwar bei diversen Gelegenheiten, keine Angst vor dem Tod auf Vulkanen zu haben und bereit zu sein, ihr Glück auszureizen. Gleichzeitig hoben sie jedoch ebenso häufig hervor, dass sie keinesfalls – wie es oftmals für Außenstehende den Anschein hatte – unvorsichtig, unüberlegt oder leichtsinnig agierten, sondern jedem Vorstoß zu einem Krater exakte Beobachtung und Gefahrenabwägung voraus ginge. (Siehe nebenstehende Zitate.) Eines ihrer Mittel hierzu waren Erkundungsflüge, die sie nach Möglichkeit an jedem ihnen neuen Vulkan durchführten, um sich mit der Morphologie der Landschaft vertraut zu machen und sichere Standorte zu lokalisieren.

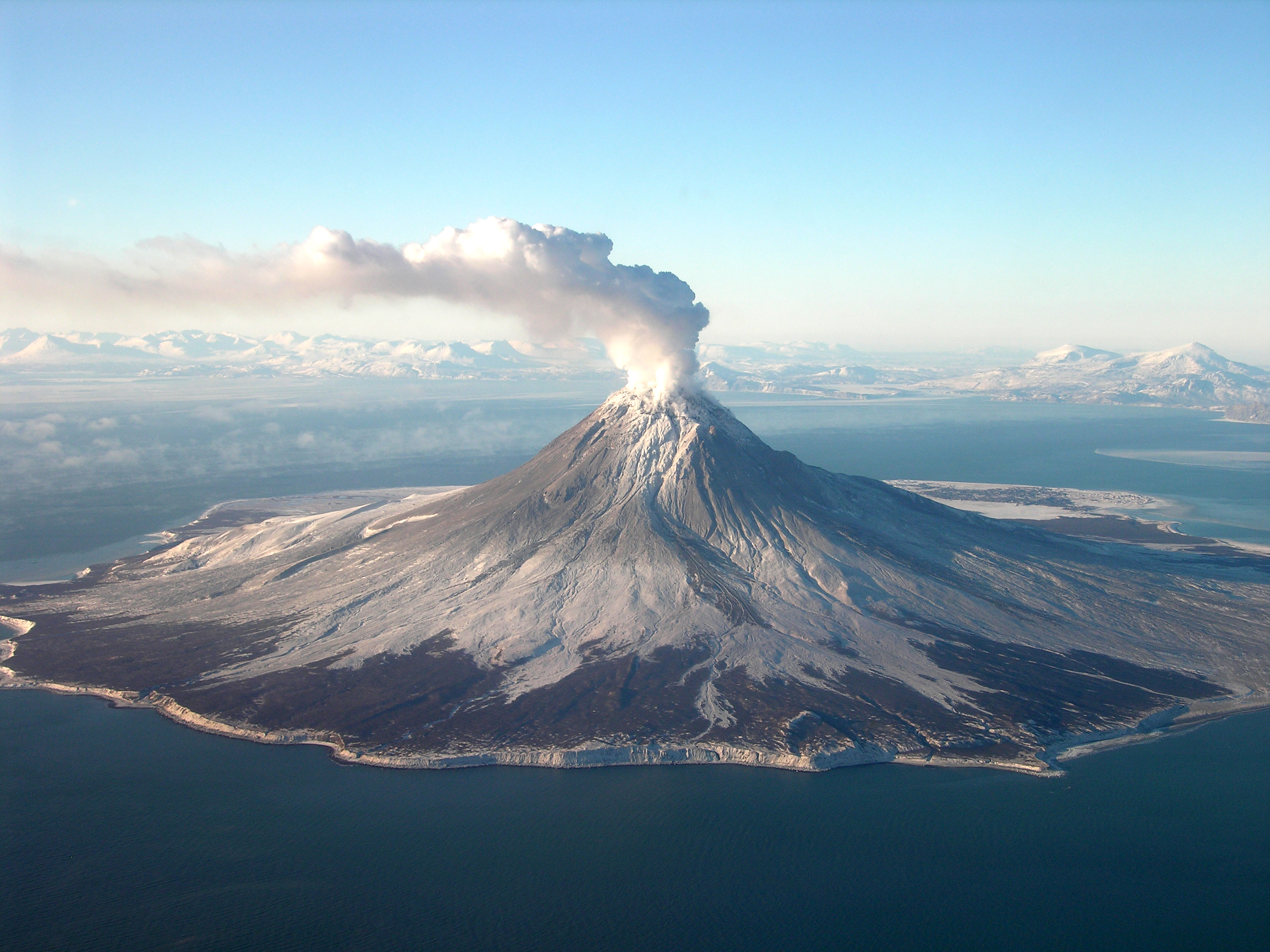
Am Mount St. Augustine gelangen des Kraffts im August 1986 erstmals Filmaufnahmen von pyroklastischen Strömen, 2006

Nachdem Maurice und Katia im Juli 1986 zusammen mit Greg Vaughn einen Spaltenausbruch an der Eastern Rift Zone des Kīlauea verfolgt hatten, bereisten sie am 28. und 29. August gemeinsam mit dem deutschen Vulkanologen Jürgen Kienle den Mount St. Augustine in Alaska, den sie bereits 1978 erkundet hatten. Hier gelang ihnen, was sie so lange angestrebt hatten: die weltweit ersten Filmaufnahmen von pyroklastischen Strömen. Das Material trug anschließend wesentlich zum Verständnis der dabei auftretenden Dynamiken bei. Teilweise flossen die glühenden Lawinen nur wenige Dutzend Meter an den Wissenschaftlern vorbei, die in Wolken aus Asche und Gase gehüllt wurden. In einer Holzhütte auf Augustine Island hinterließ Maurice den Spruch:
„Einen pyroklastischen Strom aus 50 Metern [Entfernung] zu sehen – das ist eine Erfahrung, die du machen solltest!“
In der Folge kam es zum zeitweiligen Zerwürfnis mit Kienle. Er warf den Kraffts Leichtfertigkeit und Unvorsichtigkeit vor und machte ihnen Vorwürfe, ihn als Familienvater in eine solch gefährliche Position gebracht zu haben. Der Streit intensivierte sich zu einem mehrjährigen Schweigen zwischen beiden Parteien. Dem gemeinsamen Freund Jörg Keller, der an der Albert-Ludwigs-Universität Freiburg lehrte, gelang es schließlich, alle drei zu einem Versöhnungsessen einzuladen, bei dem die Streitigkeiten beigelegt wurden. Katia und Maurice insistierten allerdings, dass das Risiko zwar stets berechnet und minimiert werden müsse, diese Art der Nahbeobachtung aber notwendig sei.
Wissenschaftliche Pionierarbeit erbrachten die Kraffts abermals Ende Juni 1988, als sie eine umfangreiche Expedition zum Ol Doinyo Lengai in Tansania durchführten, dem weltweit einzigen natrokarbonatitischen Vulkan. Noch 1977 war Maurice am anspruchsvollen Aufstieg gescheitert. Nun zählten neben den beiden auch ihr Freund und Assistent André Demaison, die Geographin Celia Nyamweru von der Kenyatta University sowie Jörg Keller und dessen wissenschaftlicher Mitarbeiter Christof Hug-Fleck zum Team – hinzu kamen zehn einheimische Träger und Führer. Die Gruppe schlug für eine Woche ihr Lager im Krater auf. Man nahm zahlreiche Gesteinsproben für laboranalytische Bestimmungen und führte petrographische, mineralogische und geochemische Untersuchungen an dem Material durch. Darüber hinaus ergaben mehrere Messreihen an den äußerst geringviskosen, schmelzflüssigen Laven, die an einigen Stellen gefördert wurden und auch in einem intensiv tätigen Lavasee zutage traten, ungewöhnlich niedrige Temperaturen von lediglich bis zu 540 Grad Celsius. Die unter anderem von der Friedrich-Rinne-Stiftung sowie der Deutschen Forschungsgemeinschaft finanziell geförderte Unternehmung begründete die neuzeitliche Erforschung des Ol Doinyo Lengai und erregte in der vulkanologischen Gemeinschaft großes Aufsehen. Die bemerkenswerten Forschungsresultate hinsichtlich der Laventemperatur und -zusammensetzung regten noch im November gleichen Jahres eine von John Barry Dawson, Geologe an der University of Edinburgh, geleitete zweite Feldstudie an, die die Ergebnisse der Krafft-Keller-Expedition bestätigen konnte.
Zum Ende des Jahrzehnts führte eine weitere nennenswerte Expedition die Kraffts zu Weihnachten 1989 zum chilenischen Vulkan Lonquimay. Zusammen mit Oscar González-Ferrán, dem bekanntesten einheimischen Vulkanologen, beobachteten sie eine Eruption am Flankenkegel Navidad.

### 1985–1991: Aufklärung- und Bildungsarbeit

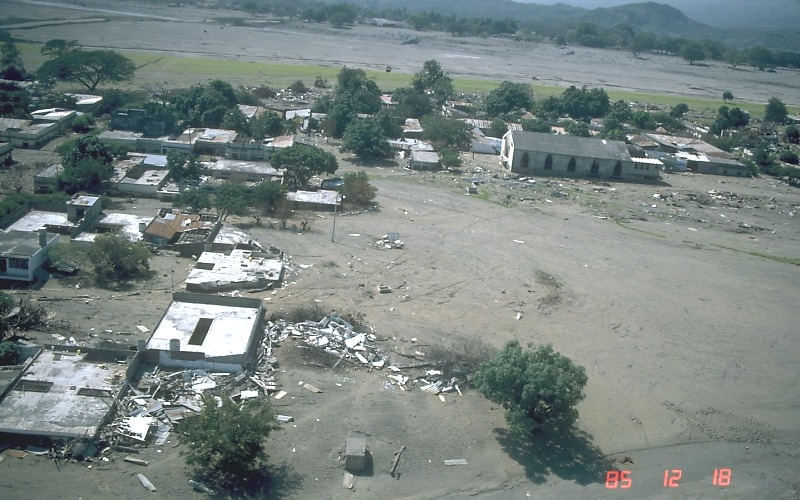
Blick auf das von Schlammmassen zerstörte Armero

Mitte November 1985 löste eine vergleichsweise kleine Eruption des kolumbianischen Vulkans Nevado del Ruiz einen Schlamm- und Schuttstrom – einen sogenannten Lahar – aus, dem in der 47 Kilometer entfernten Stadt Armero etwa 23.000 Menschen zum Opfer fielen. Besondere Aufmerksamkeit erhielt die zwölfjährige Omayra Sánchez, die drei Tage lang in einer Schlammgrube feststeckte und deren Todeskampf infolge der raschen Anwesenheit internationaler Journalisten weltweit in den Medien mitverfolgt wurde. Die Kraffts reagierten wie die meisten ihrer Kollegen ungläubig und geschockt auf die Katastrophe. Zwar hatten Vulkanologen und mehrere geologische Institute im Vorfeld der Eruption wiederholt Warnungen ausgesprochen und Evakuierungen empfohlen, doch diese waren von den örtlichen Behörden nur in unzureichendem Maße ernst genommen beziehungsweise gar nicht umgesetzt worden. Es war der wissenschaftlichen Gemeinschaft unbegreiflich, warum man den Experten derart wenig Gehör geschenkt hatte.
Dieser Ausbruch des Nevado del Ruiz wurde zur Initialzündung für Katia und Maurice Krafft, ihre „Aufklärung über Vulkane“ nicht länger nur darauf zu beschränken, Menschen die brachiale Schönheit und einnehmende Aura der Feuerberge nahe zu bringen. Vielmehr verlegten sie sich nun zusätzlich darauf, auch diejenigen in ihre Überlegungen einzubeziehen, die im Schatten der Vulkane leben. Die Kraffts begannen, sich für deren Schutz zu engagieren. Unter anderem drehten sie 1990 im Auftrag der UNESCO und der International Association of Volcanology and Chemistry of the Earth’s Interior (IAVCEI) den Film Les Risques volcaniques, in dem sie über die sieben wichtigsten vulkanologischen Gefahren sowie im Notfall zu ergreifende Sicherheitsmaßnahmen informierten. In dem Werk fanden auch ihre Filmaufnahmen der schwerwiegenden Auswirkungen der kolumbianischen Eruption Verwendung. Im Vorfeld des Ausbruchs des philippinischen Pinatubo im Juni 1991 wurde der Film der betroffenen Bevölkerung, den dortigen Behörden und sogar der Staatspräsidentin Corazon Aquino gezeigt. Dies trug – zusammen mit dem Engagement des Philippine Institute of Volcanology and Seismology sowie der United States Geological Survey – maßgeblich dazu bei, dass sich die meisten Personen vor Ort der akuten Gefahrenlage bewusst wurden und etwa 60.000 Menschen rechtzeitig vor einer der gewaltigsten Eruptionen des 20. Jahrhunderts evakuiert werden konnten. Zudem war Maurice nachweislich zumindest 1991 Mitglied der in Genf ansässigen Commission on mitigation of volcanic disasters (de.: Kommission zur Milderung vulkanischer Katastrophen) innerhalb der IAVCEI. Bei aller Begeisterung und Leidenschaft für Vulkane, die die beiden Franzosen stets ausstrahlten, bleibt festzuhalten, was sechs Jahre nach ihrem Tod in einem Dokumentarfilm folgendermaßen formuliert wurde:
„Die Kraffts verleugneten nie die dunkle Seite der Vulkane.“

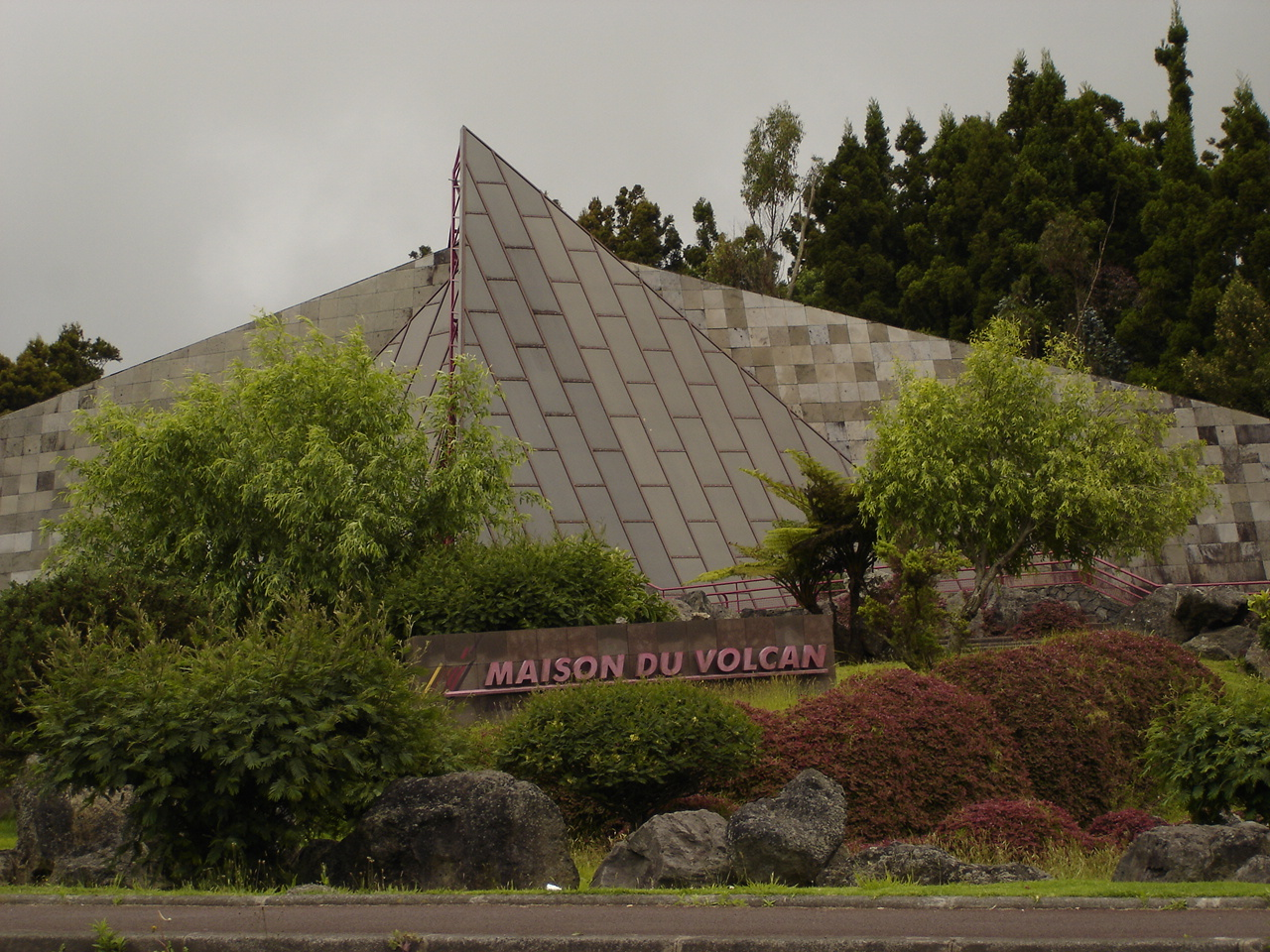
La Cité du Volcan, 2004

Als ambitioniertes Projekt verfolgten die Kraffts unter anderem auch die Errichtung des Maison du Volcan, eines lokalen Informationszentrums über die Aktivitäten des Piton de la Fournaise in der Stadt Le Tampon auf Réunion, das 1992 eröffnet werden konnte. Mittlerweile gehört es unter dem Namen La Cité du Volcan zu den vier Musées Régionaux (Regionalmuseen) der Insel. Zudem ging von ihnen 1986 die Initiative zur Gründung von Vulcania in Saint-Ours im französischen Département Puy-de-Dôme aus. Diese Idee eines „Europäischen Parks für Vulkanismus“ wurde allerdings erst mehrere Jahre nach ihrem Tod realisiert und im Februar 2002 konnte Vulcania eröffnet werden.

### Tod am Unzen
„Bei all den Risiken, die wir eingehen, wäre es eine wirkliche Schande, in unseren Betten zu sterben.“

Ende Mai 1991 hielten sich die Kraffts gerade für Feldforschung an der Montagne Pelée auf der französischen Karibikinsel Martinique auf und waren eingeladen, auf der benachbarten Insel Guadeloupe eine kleine Ausstellung über Vulkanismus zu eröffnen, als sie am 22. Mai von ihrem Freund Harry Glicken per Fax über verstärkte Aktivitäten des japanischen Vulkans Unzen auf Kyushu informiert wurden. Glicken arbeitete zu dieser Zeit als Postdoc an der Tokyo Metropolitan University und war mit der Beobachtung dieses Vulkans beauftragt worden, als sich Mitte November 1990 nach 198 Jahren der Ruhe wieder kleine phreatomagmatische Eruptionen ereigneten.
„Dear Maurice and Katia, Some time ago you ask me to inform you if there was any volcanic activity in Japan worth coming for. Anyway, there is currently eruptive activity in Kyushu at Unzen Volcano. The events started last fall with small ash eruptions, and just yesterday (21 May) there was an extrusion of a dome. I currently have no plans to go down there (it is a long way from Tokyo and I’ve got too many other things to do) but this could change. Anyway, please telephone me (I’m at the office until about 8:30 and then at home till 11 p.m.) if you’re interested. I’ll try to help.“
Am Unzen war am 19. Mai seitens der Behörden erstmals die Einrichtung einer Sperrzone in Erwägung gezogen worden – immerhin liegt er nur 7,3 Kilometer Luftlinie vom Zentrum der Küstenstadt Shimabara entfernt. Ab dem 20. Mai schob sich im flachen Jigokuato-Krater ein Lavadom empor, der schnell wuchs und bald den gesamten Gipfel überzogen hatte. Nachdem am Morgen entweder des 24. oder des 25. Mai erstmals ein durch Abbrüche am Dom entstandener pyroklastischer Strom am Hang beobachtet werden konnte, ordnete der Bürgermeister von Shimabara, Kanichi Kanegae, die Evakuierung der Sperrzone an, in der etwa 11.000 bis 16.000 Menschen lebten. Solche Warnungen und Anweisungen waren zur damaligen Zeit jedoch nicht bindend und viele Tabakbauern der Region blieben zunächst auf ihren Feldern, denn es war Erntezeit.
Katia und Maurice Krafft waren infolge der Nachricht Glickens umgehend zurück nach Frankreich gereist und nach einem kurzen Zwischenstopp flogen sie weiter nach Tokio. Am Abend des 29. Mai trafen sie in Shimabara ein und wurden dort von Glicken empfangen. Gemeinsam mit ihm fuhren sie am 30. Mai erstmals zum so genannten „Fixed Point“ – einem eigentlich ausschließlich für wissenschaftliche Beobachtung des Vulkans gedachten Aussichtspunkt in der zum Dorf Kita-Kamikoba gehörenden Siedlung Teiten, die innerhalb der Sperrzone lag. Er befand sich östlich des Gipfels in direkter Linie der bisherigen pyroklastischen Ströme, aber scheinbar außerhalb deren Reichweite, etwa 40 Meter über der Talsohle des Flusses Mizunashi, der unmittelbar vor dem „Fixed Point“ einen Knick beschrieb. Teilweise versammelten sich etwa 100 Journalisten an dieser Position. Dies hatte mehrere Gründe: Zum einen waren viele von ihnen erst kurz zuvor aus dem zweiten Golfkrieg zurückgekehrt und noch immer frustriert über die dortigen mangelhaften Recherchemöglichkeiten und die eingeschränkte Freiheit der Pressearbeit. Nun, am Fuße des Vulkans, arbeiteten sie dafür umso engagierter, da sie viel Spielraum bei der Gestaltung ihrer Arbeit hatten; sie waren euphorisiert und es herrschte ein großes Konkurrenzdenken. Zum anderen hatte sich die Ankunft der Kraffts rasch herumgesprochen und viele Medienvertreter versuchten, Interviews oder Stellungnahmen von den Franzosen zu erhalten. In einem dieser Gespräche äußerte Maurice den postum berühmt gewordenen Satz:
„Ich fürchte mich nie, denn ich habe in 23 Jahren so viele Eruptionen gesehen – selbst wenn ich morgen sterbe, macht mir das nichts aus.“
Den örtlichen Behörden und japanischen Vulkanologen missfiel die Anwesenheit der zahlreichen Pressevertreter am „Fixed Point“ und auch das Vordringen der Kraffts in die gesperrte Zone sahen sie kritisch. Doch Kazuya Ohta, der das Shimabara Earthquake and Volcano Observatory der Universität Kyūshū leitete, sagte rückblickend:
„Ich habe die Kraffts auf Hawaii kennengelernt. Sie waren begeistert, als ich ihnen erzählte, dass ihr Buch zum Lehrmaterial meiner Studenten gehört. […] Sie waren weltberühmte Forscher. Ich konnte ihnen schlecht sagen, was sie zu tun hatten. Wir lernten schließlich von ihnen.“
Um Kontakte zu knüpfen und die neuesten Nachrichten zu erhalten, schlugen die Kraffts und Glicken zwar am „Fixed Point“ ihr Lager auf – Maurice und Katia waren sich jedoch zunächst einig, einen eigenen Standort suchen zu müssen. Andernfalls hätten ihre Filmaufnahmen und Fotos kein Alleinstellungsmerkmal gehabt. Maurice führte die Gruppe auf eine etwas weiter westlich (also näher am Vulkan) gelegene Wiese, wo sie sich einige hundert Meter vom Flussufer entfernt einrichteten und ihre Ausrüstung aufbauten. Ihr neuer Standort war vier Kilometer vom Gipfel entfernt und noch exponierter als der „Fixed Point“ und Katia äußerte erstmals Bedenken hinsichtlich möglicher Gefahren. Maurice beruhigte sie, indem er sie daran erinnerte, dass alle bisherigen pyroklastischen Ströme des Unzen höchstens drei Kilometer lang gewesen seien. Zudem befand sich nahe der Wiese an einem Agrarzentrum eine Trockenhütte für Tabak, die über Steinwände und Stahltüren verfügte. Vom Besitzer erhielten sie die Erlaubnis, die Hütte im Notfall als Schutzraum zu nutzen.
Als ein Problem in jenen Tagen erwies sich das Wetter: Dauerregen und tiefhängende Wolken machten eine Vulkanbeobachtung nahezu unmöglich. Dass der Gipfel des Unzen nicht sichtbar war, barg ferner auch die Gefahr, einen herannahenden pyroklastischen Strom möglicherweise erst spät wahrzunehmen. Nach drei Tagen hatten die Kraffts noch keine einzige brauchbare Aufnahme; die Stimmung war angespannt und insbesondere Maurice war zunehmend frustriert – die Reise erfüllte nicht seine Erwartungen. Hinzu kam, dass die Franzosen keine Möglichkeit für einen ihrer üblichen Rundflüge über den Berg hatten und sich so keinen Überblick verschaffen konnten. Die Piloten weigerten sich, im Regen zu starten und für den Fall einer Wetterbesserung hatten die japanischen Medienvertreter alle verfügbaren Hubschrauber reserviert. Da sich in ihrer Herberge auch zahlreiche Journalisten einquartiert hatten, wechselten die Kraffts und Glicken am 2. Juni die Unterkunft, um etwas Ruhe zu finden. Dennoch setzte die Situation den sonst so harmonisch zusammenarbeitenden Kraffts zu und japanische Reporter – einige waren ihnen zum neuen Standort auf der Wiese gefolgt – bemerkten, dass sie müde, fahrig und abgekämpft wirkten.

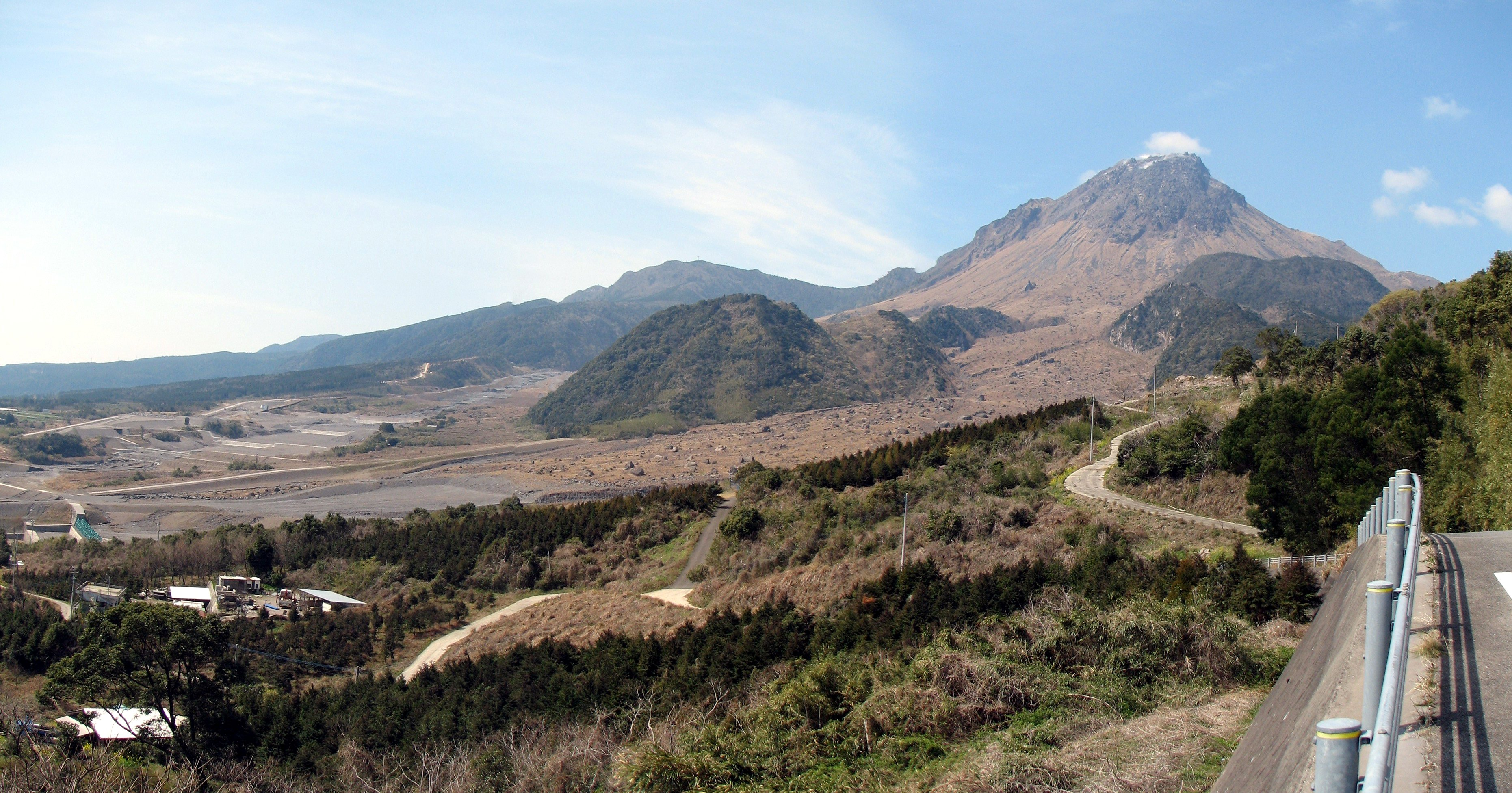
Panorama des Unzen Anfang 2007 mit Blick Richtung Westen. Deutlich zu erkennen sind der Lavadom am Gipfel sowie die durch zahlreiche pyroklastische Ströme devastierten Bergflanken und Täler. Vor 1991 präsentierten sich die unterschiedlichen Gipfel des Vulkans als bewaldete, kaum unterscheidbare Erhebungen. Durch den Lavadom gewann der Berg 240 Meter an Höhe; zudem wurden in den Tälern knapp 170 Millionen Kubikmeter pyroklastische Sedimente abgelagert, sodass sich die Talsohle in weiten Bereichen um bis zu 170 Meter hob.

Am Morgen des 3. Juni erhielten Katia und Maurice Krafft die Nachricht von einem sich anbahnenden Ausbruch des Pinatubo auf den Philippinen. Katia plädierte dafür, dorthin zu fliegen. Maurice aber favorisierte einen weiteren Aufenthalt am Unzen, zumal nun der Himmel ein wenig aufklarte. Letztlich setzte er sich durch und die Wissenschaftler begaben sich abermals zu ihrem Aussichtspunkt.

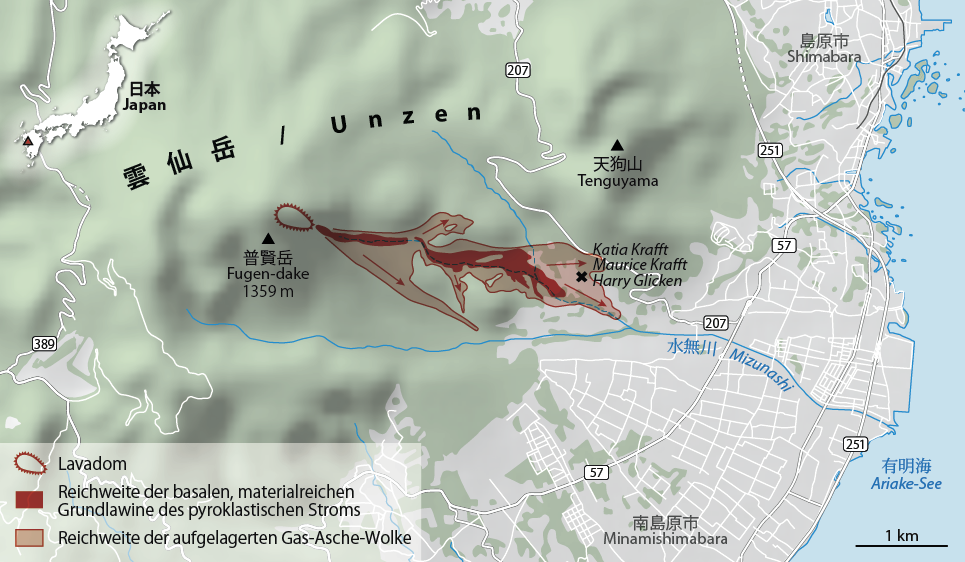
Übersichtskarte zum pyroklastischen Strom des Unzen vom 3. Juni 1991. Der Standort der Kraffts ist mit einem Kreuz markiert.

Zwischen 16:08 Uhr und 16:14 Uhr kollabierten die östliche Hälfte des Lavadomes sowie darunterliegendes, älteres und instabiles Flankengestein. Insgesamt wurden etwa 500.000 Kubikmeter dense-rock equivalent (DRE) mobilisiert. Der pyroklastische Strom – größer als alle bisherigen am Unzen – überrollte das Flusstal des Mizunashi mit einer Geschwindigkeit von annähernd 100 Kilometern pro Stunde und Temperaturen um die 450 Grad Celsius. Die basale, materialreiche Grundlawine des Stromes erreichte eine Länge von etwa 3,2 bis 3,6 Kilometern. Ihr aufgelagert war allerdings ein heißes, volatiles Gas-Asche-Gemisch, das sich vom Hauptkörper des Stromes separierte, auf benachbarte Täler übergriff und noch 800 Meter weiter reichte. Knapp zweieinhalb Minuten nach dem teilweisen Zerfall des Lavadomes erreichte diese hochenergetische Wolke Kita-Kamikobe und somit sowohl den Standort der Kraffts als auch den „Fixed Point“. 43 Personen starben – die meisten sofort; einige konnten noch in das Krankenhaus von Shimabara transportiert werden, ehe auch sie ihren Verbrennungen erlagen. Unter den Toten waren neben Katia und Maurice Krafft und Harry Glicken zahlreiche Journalisten sowie Feuerwehrleute und Taxifahrer. Des Weiteren forderte der pyroklastische Strom mehrere Verletzte und zerstörte 179 Häuser. Zwei Faktoren könnten die ungewöhnliche Reichweite und Gewalt dieses pyroklastischen Stromes begünstigt haben: Zum einen war die Mizunashi-Talsohle durch im Mai abgegangene Lahare stark angehoben, sodass der Strom leichter die begrenzenden Hügelketten „überspringen“ konnte. Zum anderen befanden sich am Oberlauf des Flusses zwei Wasserfälle, die der pyroklastische Strom auf seinem Weg passierte. Dabei könnte es zu phreatomagmatischen Explosionen gekommen sein, die die Ascheteilchen des Stromes zusätzlich fragmentierten und auf diese Weise die Dichte des Stromes erhöhten und die Ausdehnung der aufliegenden Gas-Asche-Wolke vergrößerten.
Am 5. Juni vermeldeten die örtlichen Behörden und die Polizei von Shimabara schließlich, dass militärische Suchtrupps die Leichen dreier Ausländer geborgen hätten. Die Kraffts hatte man in der Nähe ihres Mietwagens gefunden, nebeneinander unter einer dünnen Schicht pyroklastischer Asche liegend. Sie waren bis zur Unkenntlichkeit verbrannt und konnten nur anhand einiger persönlicher Gegenstände – beispielsweise Maurices Armbanduhr und Kamera – identifiziert werden. Die Lage der Leichen ließ darauf schließen, dass Glicken als erster des Trios die Flucht ergriffen und die Kraffts noch länger an ihrem Standort ausgeharrt hatten. Möglicherweise filmten und fotografierten sie noch den herannahenden Strom – das Filmmaterial wurde durch die Hitze allerdings zerstört, sodass dahingehend nur gemutmaßt werden kann. Zusammen mit den anderen Toten bahrte man sie zunächst in Shimabara im Schrein Anyo-ji auf, der den Opfern der Eruption von 1792 geweiht ist. Am 8. Juni wurden die Kraffts im Rahmen einer katholischen Trauerfeier kremiert. Später erfolgte die Überführung nach Frankreich, wo die Urnen auf den Friedhöfen von Pfastatt und Soultz-Haut-Rhin bestattet wurden.

## Charaktere
„Ich bin der Wal und Katia ist der Pilotfisch.“

Katia und Maurice Krafft wurden oft als ungleiches Paar beschrieben. Dies bezog sich sowohl auf ihr äußeres Erscheinungsbild als auch auf ihre unterschiedlichen Persönlichkeiten.
Mit lediglich 1,63 Metern war Katia eine zierliche und elegante Person. Sie besaß ein stets ausgeglichenes Temperament, war rücksichtsvoll im Umgang mit anderen und ferner immerzu neugierig und wissbegierig. Freunde hoben neben ihrem „stillen Lächeln“ auch die Tatsache hervor, dass sie auf eine sehr ansprechende Art und Weise persönliche Bescheidenheit mit starkem Selbstbewusstsein kombinierte. Sie bemerkten jedoch auch, dass sie ebenso zielstrebig, willensstark und aufmerksam wie Maurice war. Während der zahlreichen Exkursionen konnte sie ihre Stärken einbringen, die unter anderem im methodischen Arbeiten, im Pragmatismus und im Organisationstalent lagen.
Maurice war in nahezu jeglicher Hinsicht das Gegenteil seiner Ehefrau. Er maß 1,83 Meter und hatte eine kräftige Statur, die wahlweise als „herkulisch“ oder „gewachsen wie eine Eiche“ beschrieben wurde. Mit einer durchdringenden, resoluten Stimme und seinem teilweise rabelais’schen Lachen verschaffte er sich Gehör und mit seinem Charme gewann er in Gesellschaft schnell Sympathien. Dieser Wirkung auf seine Umwelt war er sich durchaus bewusst. Neben Streitlustigkeit im wissenschaftlichen Diskurs zeichnete ihn aus, dass er ehrgeizig und meinungs- sowie durchsetzungsstark war und in Gesprächen mit Kollegen stets äußerst direkt und offen auftrat. Maurice besaß einen überaus scharfen Verstand, ein brillantes Gedächtnis, galt als sehr belesen und hatte sich umfangreiches Wissen aus den unterschiedlichsten Fachgebieten angeeignet. Er reagierte allergisch gegenüber menschlichen Eitelkeiten und lehnte sich häufig gegen Autoritäten auf. Bei schlechter Laune konnte er durchaus rüde im zwischenmenschlichen Umgang werden. Seine Extraversion spiegelte sich unter anderem im Spitznamen „Lucifer Boum-Boum“, den er sich bei einigen seiner Vorträge selbst gab. In Bezug auf die Arbeit stellte Maurice höchste Ansprüche und trieb sich und andere um ihn herum mit seinem Ehrgeiz und seiner Entschlossenheit oftmals bis an körperliche Grenzen.
Insbesondere Maurice brachte seine Begeisterung für Vulkane oftmals in sehr plakativen Äußerungen und Bonmots zum Ausdruck, die von der französischen Presse gerne aufgegriffen wurden. Er konnte jedoch auch tiefsinnig und überaus reflektierend auftreten und in seinen Bemerkungen naturphilosophische Gedanken vermitteln. Bekannt war er zudem für die Planung einiger abenteuerlich anmutender Projekte, um die Grenzen vulkanologischer Beobachtung und Feldarbeit weiter auszureizen. So hatte er beispielsweise bereits seit dem Studium den Traum, mit einem feuerfesten Kanu einen Lavastrom zu befahren. Noch 1987 sagte er diesbezüglich:
„Natürlich kannst du nicht wirklich auf die Lava springen und den Lavastrom hinab [treiben]. Das ist mein Traum: Ich würde gerne ein Kanu aus Titan oder etwas ähnlichem bauen. Und den Lavastrom in einem Kanu hinab zu fahren, das muss fantastisch sein – Temperatur- und Viskositätsmessungen und so weiter im Strom vorzunehmen, während man hinab fährt. Falls wir eine Firma finden, die das Kanu finanziert, werde ich mich in das Kanu setzen, um den Lavastrom hinab zu treiben.“
Auch wenn die meisten dieser Projekte nie umgesetzt wurden, stand Katia den teils recht eigenwilligen und skurrilen Ideen ihres Mannes oftmals kritisch gegenüber und befürchtete einen Glaubwürdigkeitsverlust innerhalb der wissenschaftlichen Gemeinschaft. Mehrfach kam es deshalb zu ernsteren Meinungsverschiedenheiten zwischen beiden.
Jörg Keller, enger Freund und langjähriger Arbeitskollege des Paares, hob in seinem Nachruf hervor:
„Das Wundervolle bezüglich des Lebens und der Arbeit der Kraffts ist, dass man nicht separat von Maurice oder Katia sprechen kann. Sie waren eine einzigartige Einheit. […] Wer auch immer Katia und Maurice gut kennen lernte, war eingenommen von ihren Persönlichkeiten, ihrer Weltoffenheit, ihrem Sinn für Humor und ihrem freundlichen Wesen.“

## Bedeutung und Kritik

### Werk und Wirkung
„Wenn ich eine Eruption sehe, ist sie manchmal so schön, dass ich einfach meine Instrumente weglege und schaue. Das heißt, ich kann die Eruption nicht nur studieren – ich möchte Vulkane auch filmen, um sie anderen Menschen zu zeigen.“

In wissenschaftlichen Kreisen stieß die Arbeit der Kraffts anfangs teilweise auf Ablehnung. Bestenfalls wurden sie von ihren Kritikern als „extravagant“ abgestempelt; es gab aber auch Stimmen, die sie als Querulanten der Wissenschaft sahen. Einige sprachen ihnen zeitlebens die Wissenschaftlichkeit ihrer Tätigkeiten ab und diskreditierten ihr Wirken. Katia und Maurice Krafft waren sich der ungewöhnlichen Kombination ihrer Arbeitsfelder durchaus bewusst, sahen sich selbst aber stets als Vulkanologen. So äußerte beispielsweise Maurice einmal:
„Ich bin kein Filmemacher. Ich denke, Vulkane filmen kann ich gut – aber bittet mich nicht, eine Landschaft zu filmen, denn das kann ich nicht. Ich bin ein streunender Vulkanforscher, der Filme machen muss, um streunen zu können.“
Damit nahm er Bezug auf die Notwendigkeit der „unwissenschaftlichen Arbeit“, um die eigentliche Forschung finanzieren zu können. Neben ihrer engagierten Aufklärungsarbeit in Diensten der IAVCEI und UNESCO lässt sich als Hauptargument für dieses Selbstverständnis anführen, dass die Kraffts abseits der öffentlichkeitswirksamen Arbeit für ein Laienpublikum auch mehr als ein Dutzend wissenschaftliche Artikel (siehe entsprechender Abschnitt) in renommierten Fachzeitschriften veröffentlichten, in denen sie die Forschungsergebnisse ihrer Exkursionen publizierten. Als ihr Opus magnum kann dabei der 1990 zusammen mit dem Freiburger Geochemiker Jörg Keller im Nachgang der Reise zum Ol Doinyo Lengai veröffentlichte Artikel bezüglich dessen effusiver, natrokarbonatitischer Aktivität gelten. Darüber hinaus nahmen sie im Laufe der Jahre an zahlreichen internationalen Fachkonferenzen teil und pflegten einen regen Austausch mit ihren Kollegen weltweit. Keller hob beispielsweise insbesondere ihre Teilnahme am West Indies Explosive Volcanism Workshop auf Martinique und Guadeloupe hervor, der vom 6. bis 16. März 1989 stattfand und von der IAVCEI Working Group on Explosive Volcanism organisiert wurde. In späteren Jahren fügte er hinzu:
„[Da ist] niemand, der so weit gekommen ist in der Bild- und Filmdokumentation vulkanischer Phänomene. Das ist eine Dokumentation, auf der die Wissenschaft aufbaut und die nun ohne jeden Zweifel die beiden in die Kategorie der ganz wichtigen Vulkanologen unserer Zeit gestellt hat.“
Demgegenüber steht allerdings ein Zitat von Maurice aus dem Jahr 1989, aus dem hervorgeht, dass er sich doch auch als Abenteurer, Autor und Filmemacher sah:
„Wir befassen uns in der Vulkanologie nicht immer unter Zuhilfenahme eines Mikroskops oder eines Seismographs mit einem bestimmten Problem. Binnen eines Jahres bin ich ein Schriftsteller, ein Filmemacher, ein Wissenschaftler, ein Abenteurer und so weiter – und wenn du all das zusammenmischst, ist das fantastisch.“
Unbestreitbar ist jedoch, dass die Kraffts insbesondere wegen ihres populärwissenschaftlichen Werkes berühmt wurden und nachhaltige Bedeutung erlangten. Wie kein Geowissenschaftler vor oder nach ihnen trugen sie ihre Arbeit in die Bevölkerung und waren bestrebt, die Menschen für Vulkane zu begeistern. Im Laufe der Jahre sahen mehr als vier Millionen Besucher ihre Vorträge und Filmvorführungen und ihre zahlreichen Bücher wurden in bis zu zwölf Sprachen übersetzt. Sie waren auch die Ersten, die Kinderbücher über Vulkane verfassten, um so bereits junge Menschen mit den Themen vertraut zu machen. Die Art und Weise der publikumswirksamen Arbeit der Kraffts hatte maßgeblichen Anteil daran, dass die Vulkanologie ihren Status als nahezu unbekannte Spartenwissenschaft verlor und in das öffentliche Bewusstsein zumindest der mitteleuropäischen Bevölkerung rückte.
In einer Zeit, in der sich die Wissenschaften allgemein, aber auch die Vulkanologie im Speziellen, immer weiter spezialisierten, bewahrten sich die Kraffts einen globalen Blick auf die Vulkane und waren an allen Aspekten vorwiegend des rezenten Vulkanismus interessiert. Ihr vielseitiges Wirken über knapp zweieinhalb Dekaden prägte und beeindruckte ihre Kollegen und inspirierte viele Nachahmer. Dass Katia Krafft die erste öffentlich auftretende weibliche Vulkanologin war, gilt zudem als wichtiger Schritt zur Emanzipation der Frauen in den Geowissenschaften. Wohlgemerkt war sie allerdings nicht die erste Vulkanologin – so waren in der Generation vor ihr beispielsweise bereits die stark auf Vulkanismus konzentrierte russische Mineralogin Sofia Naboko (Mutter von Igor Menjailow) sowie deren Landsfrau Alewtina Bilinkina aktiv. Doch durch ihre häufigen Medienauftritte und ihre teilweise populärwissenschaftliche Arbeit war Krafft die erste, die in das öffentliche Bewusstsein rückte. Dadurch leistete sie einen wesentlichen Beitrag, um die Geowissenschaften als Arbeitsfeld für Frauen zu öffnen. Der Tod des Ehepaares wurde von zahlreichen Wissenschaftlern weltweit betrauert. In unterschiedlichen Fachzeitschriften erschienen Nachrufe. Ihr Freund Jörg Keller schrieb beispielsweise 1992 im Bulletin of Volcanology:
„Wir können noch immer nicht glauben, dass Katia und Maurice nicht mehr unter uns sind. Mit fortschreitender Zeit macht der Schock der ersten Nachrichten einer tiefen und andauernden Traurigkeit Platz. Welch engagierte und inspirierende Vulkanologen, welch gute Freunde hat die vulkanologische Gemeinschaft verloren! […] Die vulkanologische Gemeinschaft kann nur mit einstimmen: Danke für alles, was ihr uns gabt, euer einzigartiges Beispiel an Hingabe für unsere gemeinsamen Ziele, eure Anregung und Freundschaft, eure Professionalität und eure Botschaft bezüglich der Schönheit und der Gefahren von Vulkanen. Ihr habt diese Botschaft einem sehr großen Publikum auf der ganzen Welt verständlich gemacht.“
Lindsay McClelland, damals Mitarbeiterin im Global Volcanism Program (GVP) der Smithsonian Institution, resümierte in Hinblick auf die außergewöhnliche Herangehensweise der Kraffts „Sie waren die Letzten eines Schlages.“

### Auszeichnungen
- 1967: Forschungsreisestipendium der Freizeit- und Kulturkommission der Mines de potasse d’Alsace (Maurice)
- 1967: Reisestipendium der Präfektur des Département Haut-Rhin (Maurice)
- 1969: Prix de la Vocation der Fondation Marcel Bleustein-Blanchet (Katia; überreicht von Premierminister Jacques Chaban-Delmas)
- 1969: Prix national à l’initiative des jeunes des Ministeriums für Jugend und Sport (Équipe Vulcain)
- 1975: Prix de la Société de Géographie
- 1975: Prix Liotard de l’Exploration der Société des explorateurs français (Zusammen mit Roland Haas; überreicht von Staatspräsident Valéry Giscard d’Estaing)

Um das unermüdliche Engagement des Paares im Bereich der Wissensvermittlung sowie ihre Heimatverbundenheit zu würdigen, tragen insbesondere zahlreiche Lehranstalten und damit verbundene Gebäude in elsässischen, aber auch in anderen französischen Gemeinden den Namen der beiden Vulkanologen. So wurde beispielsweise 1995 auf Vorschlag von Katias Mutter das Collège Pfastatt nach ihrer Tochter und ihrem Schwiegersohn benannt. Darüber hinaus tragen Collèges in Eckbolsheim und Béziers, Grundschulen in Houdemont, Ottmarsheim und Soultz-Haut-Rhin sowie ein Kultur- und Sportzentrum in Wattwiller ihren Namen. In Mülhausen, in der Nähe des Stade de l’Ill, liegt der Rond-Point Maurice et Katia Krafft und unweit dieses Kreisverkehres wurde ein 1999 erbautes Studentenwohnheim auf den Namen des Ehepaares getauft. Auch ein Platz auf dem Mühlhauser Campus der Universität des Oberelsass wurde nach den Kraffts benannt. Ferner gibt es im Bezirk Plan des Quatre Seigneurs der südfranzösischen Stadt Montpellier die Rue Maurice et Katia Krafft.
1997 richtete das an der University of Hawaiʻi at Hilo ansässige Center for the Study of Active Volcanoes (CSAV) den Maurice and Katia Krafft Memorial Scholarship Fund ein. Er gewährt Studenten und Wissenschaftlern aus Entwicklungsländern finanzielle Unterstützung, um ihnen die Teilnahme am kostspieligen CSAV-Kurs „International Training Program in Volcano Monitoring Methods“ zu ermöglichen. Der Fonds orientiert sich damit bewusst an der Bildungsarbeit der Kraffts sowie ihrem Bestreben, Menschen in potentiellen Gefährdungsgebieten über die von den Vulkanen ausgehenden Risiken aufzuklären. Mittlerweile (Stand: Dezember 2016) kamen die Gelder 36 Studenten zugute. Ferner benannte man einen Krater des Piton de la Fournaise, der sich am 9. März 1998 bildete, nach den Kraffts. Es stand auch zur Debatte, selbiges mit dem Kratergletscher des Mount St. Helens zu tun. Letztlich entschied das United States Board on Geographic Names im Juni 2006 jedoch dagegen. Die IAVCEI schlug 2002 die Schaffung einer Katia und Maurice Krafft gewidmeten Auszeichnung vor – diese Krafft-Medaille wird seit 2004 im vierjährigen Rhythmus vergeben. Seit 2020 vergibt die European Geosciences Union jährlich den Katia and Maurice Krafft Award an Wissenschaftler, die innovative und integrative Methoden entwickelt haben, um ein geowissenschaftliches Thema einem vielfältigen Publikum zu vermitteln.

### Nachlass und mediale Verarbeitung
Der wissenschaftliche Nachlass des Ehepaares besteht aus einer weltweit einzigartigen und mit großer Akribie über mehrere Jahrzehnte zusammengetragenen Sammlung von unterschiedlichsten Gegenständen und Dokumenten, die in irgendeiner Art und Weise mit Vulkanen zu tun haben. Katia und Maurice Krafft lagerten in ihrem Haus in Wattwiller mehr als 5000 Bücher, über 4000 Gemälde, Zeichnungen und Gravuren, zudem mehrere Tausend historische Dokumente, Stiche, Comics, Inkunabeln, Postkarten, Briefmarken und ähnliches. Ein besonderes Augenmerk legten sie auf die Geschichte der Vulkanologie sowie auf historische Zeugnisse, die den Umgang der Menschen mit Vulkanen in früheren Jahrhunderten dokumentierten – beispielsweise erste Stiche von Vulkanen aus der Zeit des Vor-Barock. Darüber hinaus besaßen sie beispielsweise auch bei der Eruption der Montagne Pelée 1902 angeschmolzenes Tafelsilber aus Saint-Pierre, knapp 1,2 Meter lange vulkanische Bomben und verbrannte Baumstammsegmente. Hinzu kamen insgesamt 709 Kisten mit Tausenden von Maurice aufgenommenen Stunden 16-mm-Filmmaterial sowie mehrere Hunderttausend Fotos von Katia – die Angaben reichen hierbei von minimal 250.000 über 300.000 bis hin zu 450.000 Aufnahmen. In Hinblick auf den Umfang übersteigt die vulkanologische Sammlung der Kraffts sogar bei Weitem jene der Smithsonian Institution. Freunde beschrieben das Haus als „Vulkantempel“ und als „inspirierenden Ort, an dem Wissenschaft, moderne Medientechniken, Geschichte, Kunst und Sammlerstücke von Vulkanen weltweit zu einem einzigartigen Lebensstil vermengt wurden.“

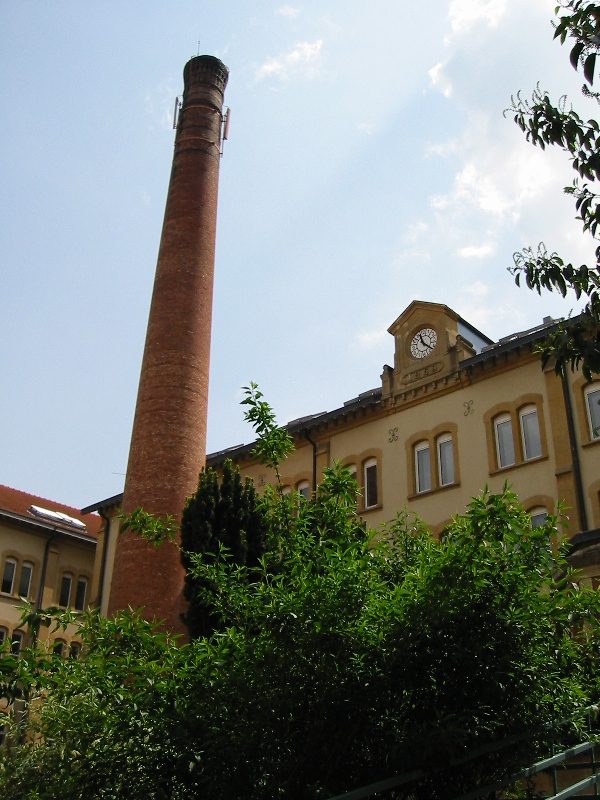
Der fotografische Nachlass der Kraffts befindet sich heute im Centre Image Lorraine in Nancy, das seinen Sitz in einer ehemaligen Tabakfabrik hat

Ab 1995 befanden sich zahlreiche Fotografien der Kraffts – entweder knapp 60.000 oder sogar alle – im Besitz der Association Images & Volcans, die von Jacques Durieux und Jean Louis Cheminée, zwei ehemaligen Kollegen von Katia und Maurice, betreut wurde. Mittlerweile ist die Sammlung im Centre Image Lorraine (vormals Conservatoire régional de l’image; CRI) in Nancy hinterlegt und archiviert. Der restliche umfangreiche Nachlass befindet sich im Muséum national d’histoire naturelle in Paris. Im Laufe der Jahre fanden zahlreiche Ausstellungen statt, in deren Rahmen ausgewählte Fotos der Kraffts präsentiert wurden. Die Wanderausstellung „Elements“ der Vulcania mit 68 Fotografien konnte vom 6. März bis zum 27. Mai 2008 im Foyer des Geologischen Dienstes Nordrhein-Westfalen in Krefeld erstmals in Deutschland besichtigt werden. Im Vulcania sind zudem auch die markanten roten Mützen des Ehepaares – die sie am Todestag nicht trugen – sowie Maurices Armbanduhr ausgestellt, die um 16:18 Uhr stehenblieb.
Abgesehen von den weiter oben erwähnten diversen Fernsehauftritten im Laufe der Jahre, wurde das Ehepaar 1987 in einer einstündigen Episode der PBS-Fernsehserie Nature mit dem Titel The Volcano Watchers porträtiert. Zwei Jahre später dokumentierte 1989 Michael Rosenfeld die Arbeit der Kraffts in dem knapp einstündigen National Geographic-Film Mountains of Fire, der unter anderem 1991 auf dem Filmfestival von Trient gezeigt wurde. Darüber hinaus beschäftigten sich postum mindestens drei Filmprojekte mit dem Leben und Wirken der Vulkanologen. Unter der Regie von Maryse Bergonzat und produziert von der BBC und Arte entstand 1995 der 90-minütige Dokumentarfilm Maurice et Katia Krafft au rythme de la terre, der in verkürzter Version auf verschiedenen deutschen Fernsehsendern unter dem Titel Forscher am Tor zur Hölle ausgestrahlt wurde. Die National Geographic Society veröffentlichte 1997 mit Volcano. Nature’s Inferno einen einstündigen Dokumentarfilm, der die wichtigsten Stationen im Leben der Kraffts nachzeichnete. 2011 drehte Jérôme Cornuau den mehrfach ausgezeichneten Kompilationsfilm Face au volcan tueur. Katia Krafft wird darin von Claude Perron gespielt und Maurice von Mathias Mlekuz. Der Film wurde unter anderem am 21. Mai 2013 auf France 2 und bereits am 17. Oktober 2012 unter dem deutschen Titel Dem Feuerberg verfallen in einer gekürzten Version auf dem österreichischen Privatfernsehsender ServusTV ausgestrahlt. Dort handelte es sich um die 81. Episode der Reihe Terra Mater. Am 23. März 2014 schließlich erfolgte eine Ausstrahlung auf SRF 1.
2022 wurde der Dokumentarfilm Fire of Love über die beiden auf dem Sundance Film Festival 2022 uraufgeführt.
2022 wurde ein weiterer Dokumentarfilm von Werner Herzog unter dem Titel Die innere Glut – Requiem für Katia und Maurice Krafft (The Fire Within: A Requiem for Katia and Maurice Krafft) veröffentlicht.

## Publikationen

### Wissenschaftliche Fachartikel
Einige dieser Artikel wurden von den Autoren zunächst an bekannte Wissenschaftler weitergeleitet, die sie dann den Fachzeitschriften zur Veröffentlichung vorlegten. Zu diesen Vermittlern zählten beispielsweise Jean Orcel, Jean Wyart, Maurice Roques (1911–1997) und Georges Millot (1917–1991).
- Mit Marcel Chaigneau: Sur les gaz volcaniques de Vulcano (Iles Eoliennes). In: Comptes rendus hebdomadaires des séances de l’Académie des sciences, 1970, Vol. 271, série D, Seiten 165–167.
- Mit Gilbert Féraud.: Réalisation d’une carte des températures, dans l’infrarouge du sol du cratère du Vulcano (îles Éoliennes, Italie). In: Comptes rendus de l’Académie des sciences, Februar 1971, Vol. 272, série D, Seiten 207–210.
- Mit François Couillard / Bartaire, J.-G.: Analyse des gaz par un chromatographe portatif sur le volcan Vulcano (îles éoliennes, Italie). In: Comptes rendus de l’Académie des sciences, Februar 1971, Vol. 272, série D, Seite 928–931.
- Mit Jean-Marie Litschig / Sejourné, C.: Mesures de déformations sur le volcan Vulcano (îles Éoliennes, Italie). In: Comptes rendus de l’Académie des sciences, 1975, Vol. 280, Seite 153–156.
- Mit M. Chaigneau: Sur les rapports entre chlore et brome dans les gaz volcaniques de douze volcans indonesiens (Sumatra, Java, Flores et Sulawesi). In: Comptes rendus hebdomadaires des séances de l’Académie des sciences, 1976, Vol. 282, série D, Nr. 4, S. 341–343.
- Mit M. Chaigneau: Composition of volcanic gases emitted by the volcanos of Indonesia. In: Comptes rendus hebdomadaires des séances de l’Académie des sciences, 1977, Vol. 284, série D, Nr. 6, S. 429–431.
- Mit Alain Gérente: L’activité du Piton de la Fournaise entre octobre 1972 et mai 1973 (île de la Réunion, océan Indien). In: Comptes rendus de l’Académie des sciences, 1977, Vol. 284, Seiten 607–610.
- Mit A. Gérente: L’activité du Piton de la Fournaise entre novembre 1975 et avril 1976 (île de la Réunion, Océan Indien). In: Comptes rendus de l’Académie des sciences, 1977, Vol. 284, S. 2091–2094.
- Mit M. Chaigneau: Les gaz occlus dans les bombes volcaniques de l’activité du Piton de la Fournaise en 1975–1976 (Ile de la Réunion). In: Bulletin of Volcanology, März 1980, Vol. 43, Nr. 1, S.n 225–232.
- Mit Maurice Roques: L’éruption volcanique du Kartala en avril 1977 (Grande Comore, océan Indien). In: Comptes rendus de l’Académie des sciences, 1982, serie II, Vol. 294, Seiten 753–758.
- La réapparition du lac de lave dans le cratère du volcan Nyiragongo de juin à septembre 1982 (Kivu-Zaire). Histoire, dynamisme, débits et risques volcaniques. In: Comptes rendus de l’Académie des sciences, 1983, serie II, Vol. 296, Nr. 10, S. 797–802.
- Mit Jörg Keller: Temperature measurements in carbonatite lava lakes and flows from Oldoinyo Lengai, Tanzania. In: Science, Juli 1989, Vol. 245, Nr. 4914, S. 168–170.
- Mit J. Keller: Composition of natrocarbonatite lavas, Oldoinyo Lengai 1988. In: Terra abstracts, 1989, Vol. 1, Seite 286.
- Mit M. Javoy, F. Pineau, Thomas Staudacher, Jean Louis Cheminee: Mantle volatiles sampled from a continental rift. The 1988 eruption of Oldoinyo Lengai. In: Terra abstracts, 1989, Vol. 1, Seite 324.
- Mit J. Keller: Effusive natrocarbonatite activity of Oldoinyo Lengai, June 1988. In: Bulletin of Volcanology, November 1990, Vol. 52, Nr. 8, S. 629–645.

### Bücher
Maurice
- Notre Terre – une planète vivante. Librairie Hachette, Paris, 1971.

- Neuauflage 1978: La Terre – une planète vivante. Librairie Hachette, Paris, ISBN 978-2-01-003657-6.
- Neuauflage 1984: Volcans et dérives des continents. Librairie Hachette, Paris.
- Deutsche Ausgabe: Unsere Erde – Ein lebender Planet. Eine Entdeckungsreise durch die Erdgeschichte. Verlag Herder, Freiburg im Breisgau, 1981, ISBN 978-3-451-18790-2.

- Guide des volcans d’Europe. Delachaux et Niestlé, Neuchâtel, 1974, ISBN 978-2-603-00006-9.

- Deutsche Übersetzung von Irène und Alberto Samaniego: Führer zu den Vulkanen Europas. 3 Bände, Ferdinand Enke Verlag, Stuttgart, 1984 (Band 1: Allgemeines, Island / Band 2: Deutschland, Frankreich / Band 3: Italien, Griechenland).

- Questions à un vulcanologue – Maurice Krafft répond. Librairie Hachette, Paris, 1981, ISBN 978-2-01-007905-4.
- Guide des volcans des Comores. Selbstverlag, Paris, 1982.
- Guide des volcans des Virunga. Selbstverlag, Paris, 1983.

- Deutsche Ausgabe: Führer zu den Virunga-Vulkanen. Ferdinand Enke Verlag, Stuttgart, 1990.

- Les Volcans et leurs secrets. Éditions Nathan, Paris, 1984.
- Volcans et éruptions. Librairie Hachette, Paris, 1985, ISBN 978-2-01-011510-3.

- Neuauflage 1997.

- Mit Roland Bénard: Au cœur de la Fournaise. Éditions Roland Bénard, Saint-Denis, 1986.
- Mit Luc Favreau (Ill.): Les volcans, des montagnes vivantes. Éditions Gallimard, Paris, 1989.

- Deutsche Übersetzung von Christine Baier: Vulkane. In der Reihe „Die Welt entdecken“, Ravensburger Buchverlag Otto Maier, Ravensburg, 1990, ISBN 3-473-35793-6.

- Mit François Dominique de Larouzière: Guide des volcans d’Europe et des Canaries. Delachaux et Niestlé, Neuchâtel, 1991, ISBN 978-2-603-01155-3.

- Neuauflage: Neuchâtel, 1999.

- Les Feux de la terre. Histoires de volcans. Reihe Découvertes Gallimard (n° 113), Éditions Gallimard, Paris, 1991, ISBN 978-2-07-042900-4.

- Neuauflage: Paris, 2003.
- Deutsche Übersetzung von Jörg Keller: Vulkane, Feuer der Erde. In der Reihe „Abenteuer Geschichte“, Bd. 32, Ravensburger Buchverlag Otto Maier, Ravensburg, 1993, ISBN 978-3-473-51032-0.

Katia
- Mit Gilles Bachelet (Ill.): Le Monde merveilleux des volcans. Librairie Hachette, Paris, 1984.

- Deutsche Übersetzung von Michael Halévy: Vulkane. In der Reihe „Erstes Antwortbuch für Kinder“, Tessloff Verlag, Hamburg, 1985, ISBN 3-7886-0482-4.

- Mit Pierre Kohler (Text): Volcans. Librairie Hachette, Paris, 1985, ISBN 978-2-01-010004-8.

- Deutsche Übersetzung von Traudl Lessing: Vulkane – Kraft aus der Erde. In der Reihe „Wissen entdecken“, Breitschopf Verlag, Wien, 1987, ISBN 978-3-7004-0431-6.

Gemeinsam
- Mit Roland Haas: Volcans et tremblements de terre. Les Deux Coqs d’Or, Paris 1971, ISBN 2-7192-0204-5.

- Neuauflagen: 1976, 1979, 1982, 1992.

- À l’assaut des volcans. Islande – Indonésie. Presses de la Cité, Paris, 1975, ISBN 2-261-00190-8.
- Mit Max Gérard, Eugène Ionesco: Les volcans. Draeger-Vilo, Montrouge, 1975.
- Mit Roland Bénard: La Fournaise – Volcan actif de l’île de la Réunion. Éditions Roland Bénard, Saint-Denis, 1977.
- Volcans – le réveil de la Terre. Librairie Hachette, Paris, 1979, ISBN 2-01-005430-X.
- Dans l’antre du Diable – volcans d’Afrique, Canaries et Réunion. Presses de la Cité, Paris, 1981, ISBN 2-258-00904-9.
- Les plus beaux volcans, d’Alaska en Antarctique et Hawaï. Éditions Minerva-Solar, Paris, 1985, ISBN 978-2-263-00993-8.

- Neuauflage 1994: Les plus beaux volcans. PML Editions.

- Les volcans du monde. Mondo Verlag, Vevey / Lausanne, 1986.

- Deutsche Übersetzung von Robert Schnieper: Die Vulkane der Welt. Mondo Verlag, Vevey / Lausanne, 1986.

- Volcans du monde. Groupe Flammarion, Paris, 1987, ISBN 978-2-08-200457-2.
- Objectifs volcans. Nathan, Paris, 1988, ISBN 2-7382-0555-0.

- Neu aufgelegt als: Volcans. Editions de La Martinière, Paris, 1992, ISBN 978-2-73820-555-1.

- Au cœur des volcans. Place Stanislas Editions, Nancy, 2010, ISBN 978-2-35578-067-7.

### Filme
- Volcans d’Europe
- Volcans d’Asie
- Volcans d’Afrique
- Les plus beaux volcans du monde
- 1987: L’Homme face aux Volcans I (26 min)
- 1988: Vingt ans à l’assaut des volcans (32 + 22 min).
- 1988: La Fournaise, un volcan dans la mer (26 min) – mit Alain Gérente.
- 1989: L’Homme face aux Volcans II (26 min)
- 1989: Katmai et St Helens (USA), les deux plus grosses éruptions du siècle (26 min).
- 1990: Volcans de Hawaï et éruptions hawaïennes oder Sur les volcans d’Hawaii (25 min).
- 1990: Les Risques volcaniques — (im Auftrag der UNESCO und der IAVCEI).